# Palácio de Glienicke
| Imagem: Palácios e parques de Potsdam e Berlim | Palácio de Glienicke está incluído no sítio "Palácios e parques de Potsdam e Berlim", Património Mundial da UNESCO. |  |

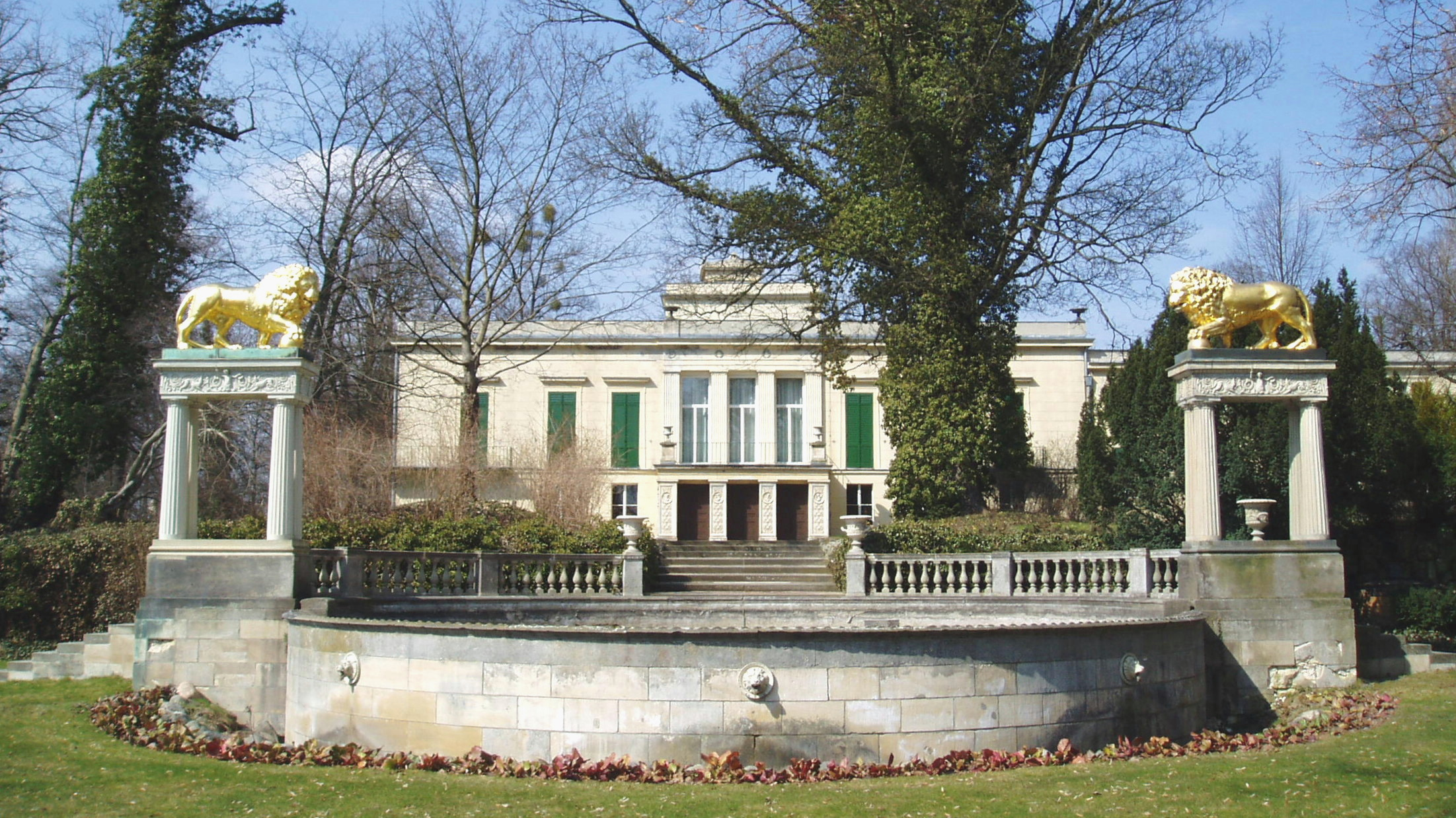
Lado sul do Schloss Glienicke com a fonte dos leões.

O Palácio de Glienicke (em alemão Schloss Glienicke) foi a residência de Verão do Príncipe Carlos da Prússia (1801-1883). Este palácio situa-se no sudoeste de Berlim (bairro de Wannsee, distrito berlinense de Steglitz-Zehlendorf), na fronteira com Potsdam, perto da Ponte de Glienicke. Dirigido pela Fundação dos Palácios e Jardins Prussianos de Berlim-Brandemburgo, o palácio é, na paisagem do parque de Glienicke, o elemento central dum conjunto edificado de arquitectura, arte e importantes edifícios culturais da primeira metade do século XIX, sendo considerado, desde 1990, como Património da Humanidade sob protecção da UNESCO.
A actual forma clássica da antiga casa senhorial de 1753, com ares de villa italiana, deve-se a renovações e ampliações efectuadas pelo arquitecto Karl Friedrich Schinkel em 1825. Depois da morte do Príncipe Carlos, ocorrida em 1883, o edifício foi rapidamente negligenciado. Durante a Segunda Guerra Mundial, serviu de enfermaria dum hospital militar e depois do final da guerra foi usado, por um curto período, como edifício de escritórios do Exército Vermelho. A partir da década de 1950, alojaram-se no palácio e nos anexos sucessivos um hotel dos desportos e, a partir de 1976, um liceu popular. Desde o final da década de 1980, o palácio apresenta-se como um museu, com mobiliários desenhados por Schinkel e outros objectos de arte, em grande parte pertencentes ao Príncipe Carlos. Em Abril de 2006 abriu, ainda, o primeiro "museu do jardim da corte" na Europa, com a história da jardinagem na corte prussiana.

## História

### A aquisição dos terrenos de Glienicke pelohofratDr. Mirow
A pedra fundamental para a transformação clássico do Schloss Glienicke executada por Karl Friedrich Schinkel foi assentada sobre uma casa senhorial, de meados do século XVIII, pertencente ao médico berlinense e "hofrat" (cargo público do Sacro Império Romano Germânico Dr. Johann Jakob Mirow (1700-1776). O director do antigo lazareto instalado no Jagdschloss Glienicke adquiriu, em 1747, os terrenos, a norte daquele palácio transformado em hospital, que formam o núcleo do actual domínio. Naquelas terras construiu, entre 1751 e 1753, uma casa senhorial em tijolo que já era considerada nos documentos da época como um autêntico palácio.
Depois do hofrat Dr. Mirow ter entrado em dificuldades financeiras, a sua residência acabou por ser levada a leilão, em 1764, vindo a ser adquirida pelo General Wichard von Möllendorff pela quantia de 6.070 reichstalers (antiga moeda). Ao longo das décadas seguintes, a propriedade mudaria várias vezes de mãos, nomeadamente nos anos de 1771, 1773 e 1782. Em 1786 foi adquirida, pela quantia de 23.000 reichstalers, por Carl Heinrich August, Conde de Lindenau, escudeiro do Rei Frederico Guilherme II da Prússia.

### Embelezamento do domínio pelo Conde de Lindenau

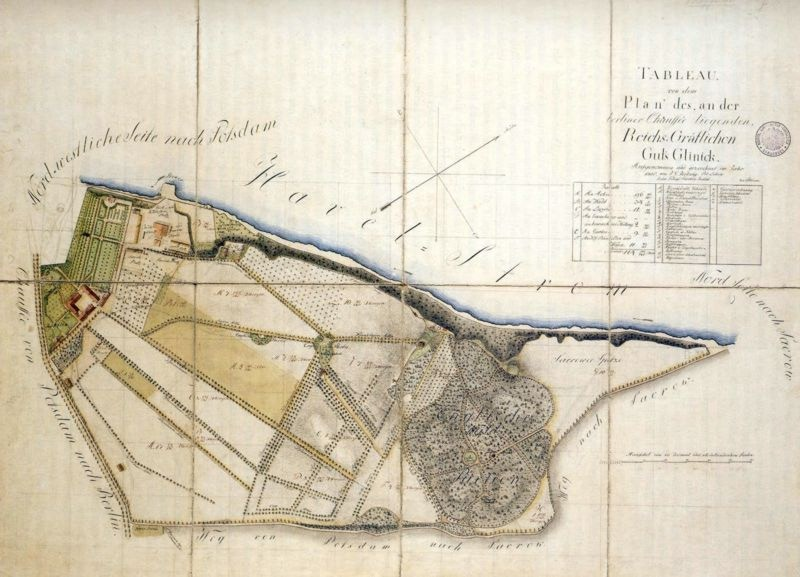
Planta do domínio de Glienicke em 1805.

As remodelações providenciadas pelo Conde de Lindenau, que se estenderam até 1806, deram um novo aspecto a toda a propriedade, atribuindo à antiga casa senhorial um significado diferente. O ponto de vista inicial, puramente economicista, concebido por Lindenau para a superfície edificada, contava com jardins artisticamente desenhados entre lotes individuais de terrenos agrícolas. Estes jardins encontram-se referidos numa planta desenhada em 1805 como "Englische Parthien" ("Pártia inglesa"). O aparecimento da estética e dos edifícios de luxo surgiu com uma orangerie no sítio do actual stibadium, na parte ocidental dum pavilhão de chá, o chamado "Kleine Neugierde" ("Pequena Curiosidade"), ambos a sul do solar, na avenida que ligava Berlim a Potsdam, actual Königstraße (Avenida do Rei). A decoração hortícola e arquitectónica do solar valeu-se da elegante propriedade rural, explorada pelos proprietários tanto para fins económicos como para recreio.
Depois da derrota da Prússia face aos exércitos napoleónicos na Batalha de Jena, ocorrida em 1806, o Conde de Lindenau ficou em dificuldades económicas. No pagamento de contribuições à França, os plebeus e os nobres tinham iguais obrigações. Por outro lado Lindenau também teve prejuízos financeiros com a estagnação económica da Prússia, uma vez que, em 1803, adquirira terras em Büssow, distrito de Neumark, para usá-las como um modelo económico. Em 1807, depois de ser dispensado do serviço real, tentou vender a propriedade de Glienicke. No entanto, devido às dificuldades económicas que se faziam sentir na Prússia, essa tentativa não teve sucesso. Até mesmo uma oferta de Karl August, o Conde de Hardenberg, falhou em 1810, uma vez que faltaram os recursos financeiros ao secretário de estado prussiano. O conde habitaria a propriedade, entre 1811 e 1812, mas como arrendatário, pela quantia de 400 reichstalers, até à aquisição da mesma pelo comerciante Rudolph Rosentreter, em Novembro de 1812, pela soma de 20.000 reichstalers. A presumível colaboração com o exército francês fez de Rosentreter um homem rico, o que lhe permitiu deixar novos planos no terreno, assim como algumas alterações no próprio palácio, tendo contado para isso com a colaboração de Karl Friedrich Schinkel. Mesmo durante esta nova fase de construção, o Conde de Hardenberg continuou a manifestar interesse por Glienicke.

### Um palácio rural para o Príncipe Hardenberg

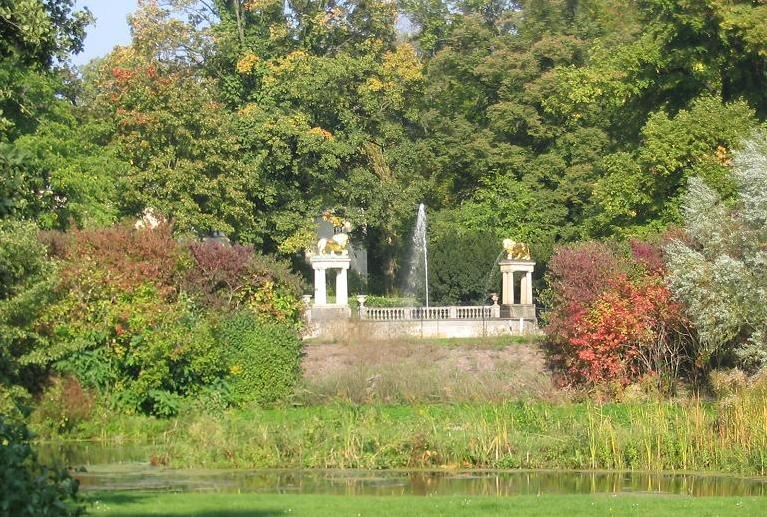
Obra característica de Lenné, a Fonte dos Leões no parque do Schloss Glienicke.

Graças ao seu mérito na reorganização da Prússia, Hardenberg havia alcançado um grande prestígio. Depois da vitória sobre Napoleão Bonaparte, Frederico Guilherme III elevou-o, no dia 3 de Junho de 1814, à categoria de príncipe. O chanceler estava agora em condições de adquirir a propriedade de Glienicke, convenientemente situada entre as residências reais de Berlim e Potsdam. A transacção foi realizada no dia 22 de Setembro de 1814 pela soma de 25.900 reichstalers.
Além do trabalho de reconstrução interior e exterior da casa senhorial, o Príncipe Hardenberg começou, a partir do Outono de 1816, a transformar artisticamente o jardim nas imediações do edifício. A tarefa foi entregue a Peter Joseph Lenné, numa época em que este ainda era jardineiro assistente do director do jardim da corte em Sanssouci. A partir do "Englischen Gartenparthie" (jardim parta inglês); com terraços de fruta entre o palácio, o Rio Havel e a actual Avenida do Rei, Lenné desenhou um parque de recreio, um jardim decorativo, descrito na teoria da arquitectura de jardim do Príncipe Hermann von Pückler-Muskau como "extensa residência" (ausgedehnte Wohnung. Nos anos seguintes, foram realizados por Lenné outros desenhos paisagísticos para toda a propriedade.

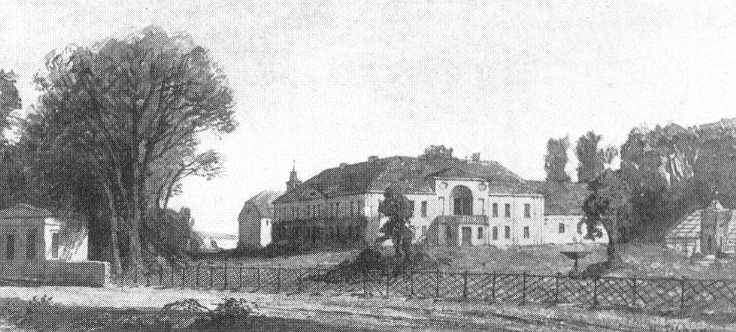
O Schloss Glienicke na época do Príncipe Hardenberg, numa gravura de 1874, por Hermann Schnee.

Após a morte inesperada do Príncipe Hardenberg, no dia 26 de Novembro de 1822, o seu filho Christian, Conde de Hardenberg-Reventlow, e a sua filha Lucie, Condessa de Pückler-Muskau, colocaram Glienicke à venda. Apesar da existência de numerosos interessados, os herdeiros esperaram dois anos até encontrarem um comprador adequado. Esse comprador seria o Príncipe Carlos da Prússia, o terceiro filho do Rei Frederico Guilherme III, um homem que conhecia e apreciava o trabalho do seu pai e tinha os recursos financeiros para continuar o projecto em Glienicke. A propriedade mudaria finalmente de mãos pela soma de 50.000 reichstaler. Após negociações contratuais ocorridas no dia 23 de Março de 1824, a transferência de propriedade teve lugar no dia 1 de Maio do mesmo ano.

### O Príncipe Carlos cumpre o seu "sonho italiano"

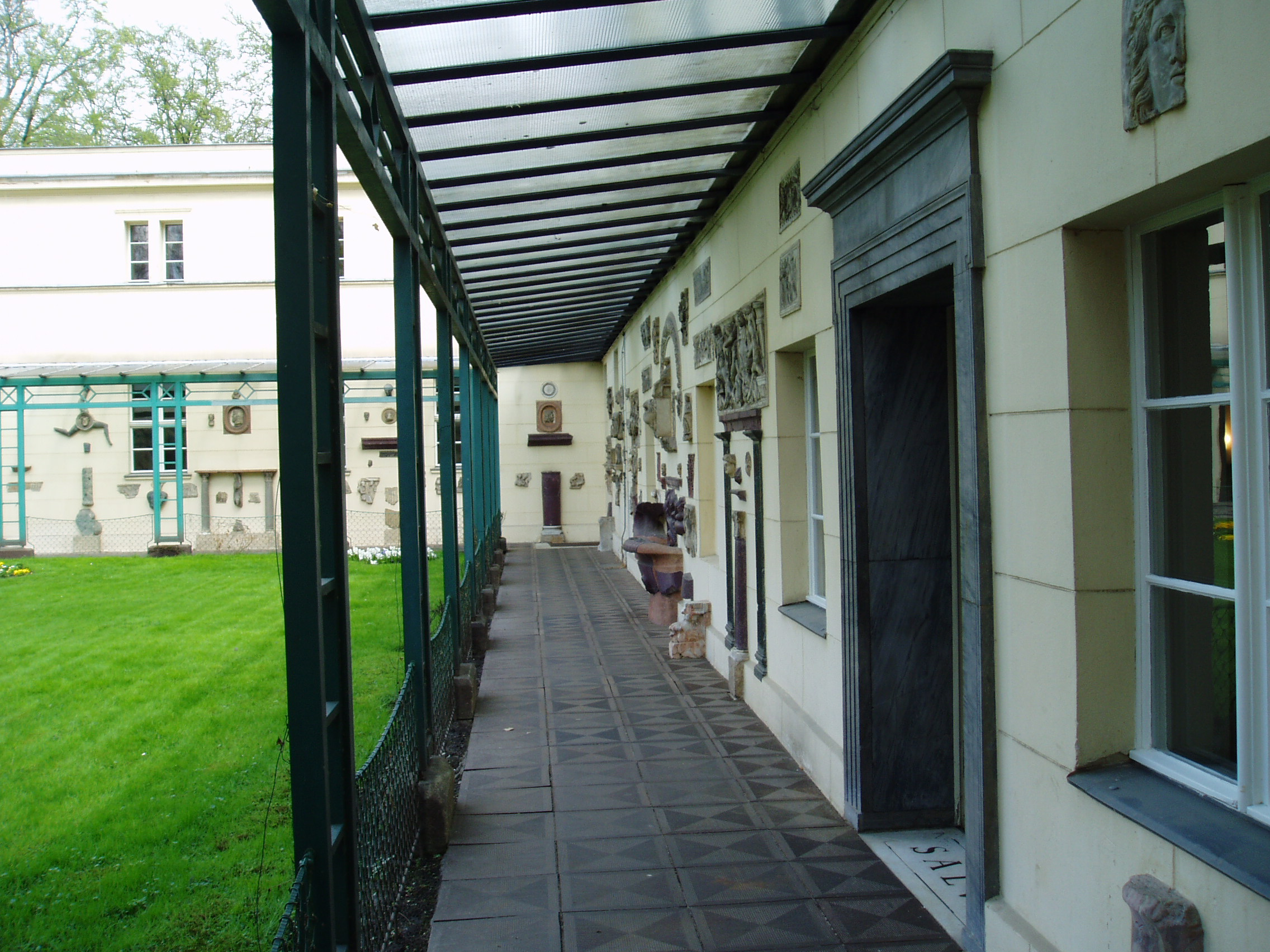
Original entrada principal do jardim, com a pérgola e espólios nas paredes

Com a compra do domínio de Glienicke, o Príncipe Carlos tornou-se no primeiro filho do rei prussiano Frederico Guilherme III a possuir a sua própria propriedade. Seguiram-se-lhe os seus irmãos mais velhos, Frederico Guilherme (mais tarde Rei Frederico Guilherme IV da Prússia), que em 1826 adquiriu o Schloss Charlottenhof com o seu parque, e Guilherme (mais tarde Rei da Prússia e Imperador Guilherme I da Alemanha), que comprou o Parque Babelsberg em 1833, onde construiria o Schloss Babelsberg a partir de 1835. Tal como Frederico Guilherme, também Carlos mostrou um grande interesse pela cultura da antiguidade. Esta "paixão por antiguidades e outra velharias" despertou e foi encorajada pelo educador da infância dos Príncipes, Heinrich, Conde Menu von Minutoli. O que mais impressionou o Príncipe Carlos na sua primeira viagem à Itália, realizada em 1822, foi a harmonia entre a paisagem, a arquitectura e a antiguidade. Quando regressou à pátria transportava essas impressões, encontrando-se decidido a dar corpo ao seu "Sonho de Itália" na sua Berlim natal. O projecto para a concepção de edifícios individuais de Carlos foi apoiado por esboços do seu irmão Frederico Guilherme. Alguns detalhes destas propostas tiveram a colaboração de Karl Friedrich Schinkel, dos seus alunos e do seu colega Ludwig Persius, nos seus próprios desenhos. A estreita colaboração com o arquitecto paisagista Peter Joseph Lenné deu origem a um aspecto arquitectónico único na parte sul, embelezada com as antiguidades da rica colecção do Príncipe Carlos.
Com a morte do Príncipe Carlos, ocorrida no dia 21 de Janeiro de 1883, terminaram os dias de apogeu do domínio de Glienicke. No seu testamento, decretou que o seu filho e principal herdeiro, Frederico Carlos, deveria reservar pelo menos 30.000 marcos para a manutenção e recuperação dos edifícios e parque de Glienicke. Esta decisão não durou por muito tempo, uma vez que o Príncipe Frederico Carlos, que já contava 57 anos de idade, sobreviveu apenas dois anos a seu pai, vindo a falecer no dia 15 de Junho de 1885. A propriedade passou então para o seu único filho, Frederico Leopoldo, o qual demonstrou pouco interesse pela residência de Verão de Glienicke. A degradação do edifício começou através da negligência física, a que se seguiu a venda, já na década de 1920, de muitas das colecções antigas e medievais reunidas pelo Príncipe Carlos ao longo de décadas, as quais se dispersariam por todo o mundo.

### Estado de negligência e mudança de proprietários

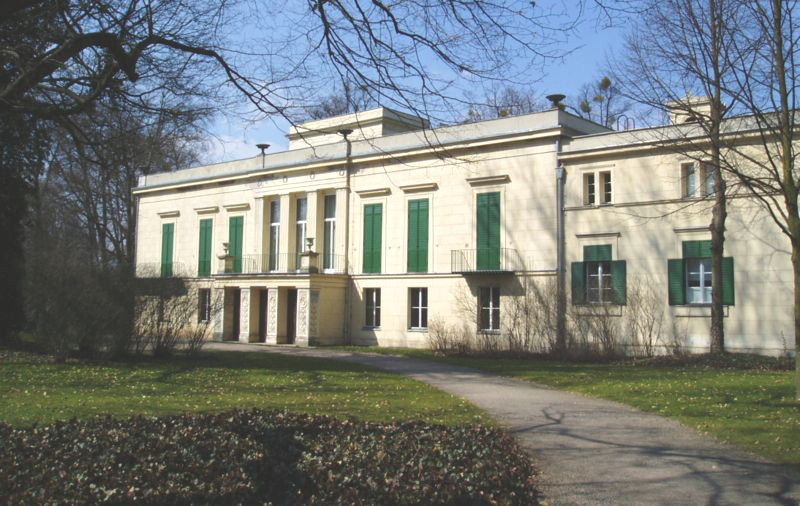
Fachada sul do Schloss Glienicke.

Em 1918, após o final da Primeira Guerra Mundial e o fim da monarquia, Frederico Leopoldo transferiu a sua residência para Lugano, para onde levou muitos objectos de arte e mobiliários importados. A propriedade de Glienicke, incluindo o palácio, foi apreendida pela primeira vez pelo novo governo, a República de Weimar. Com o insucesso da expropriação real como fundo, após a ratificação da lei sobre a propriedade disputada entre o Estado prussiano e os membros da antiga família real, o domínio de Glienicke foi devolvido a Frederico Leopoldo por um acórdão assinado no dia 26 de Outubro de 1926. Apenas dois anos depois, o príncipe tentou vender partes da propriedade a uma empresa de terrenos. Este projecto, que previa a instalação dum parque, iria falhar por uma disposição provisória do Estado prussiano datada de 17 de Julho de 1929. O Estado esteve por trás do processo, na sequência dos acordos sobre os bens em disputa. As intenções de venda da agora negligenciada residência de Verão não foram afectadas, mas partes do inventário, juntamente com peças de equipamento do Jagdschloss Glienicke, foram a leilão em 1930 ou no início de 1931.
No dia 13 de Setembro de 1931, o Príncipe Frederico Leopoldo faleceu em Krajenka, distrito de Flatow, na Prússia Ocidental. Em Novembro de 1931 foi feito um segundo leilão, com os objectos de arte de Lugano, para pagamento das suas dívidas. O herdeiro de Frederico Leopoldo foi o seu pequeno neto, então com doze anos de idade, Frederico Carlos. Os filhos mais velhos de Frederico Leopoldo, Frederico Segismundo e Carlos Frederico, haviam falecido antes do pai, e o terceiro filho, também chamado Frederico Leopoldo, estava excluído do património. No entanto, este último recebeu o direito de residência em Glienicke e provavelmente o direito de propriedade sobre os bens móveis inventariados. O príncipe viveu com o seu amigo de juventude, Friedrich Münchgesang, aliás Friedrich, Barão Cerrini de Montevarchi, na Ala dos Cavaleiros até à venda do palácio, em 1939, mudando-se então para a propriedade de Imlau, em Werfen, no Estado de Salzburgo. Tal como acontecera em Glienicke, também lá venderam obras de arte, algumas da época do Príncipe Carlos.

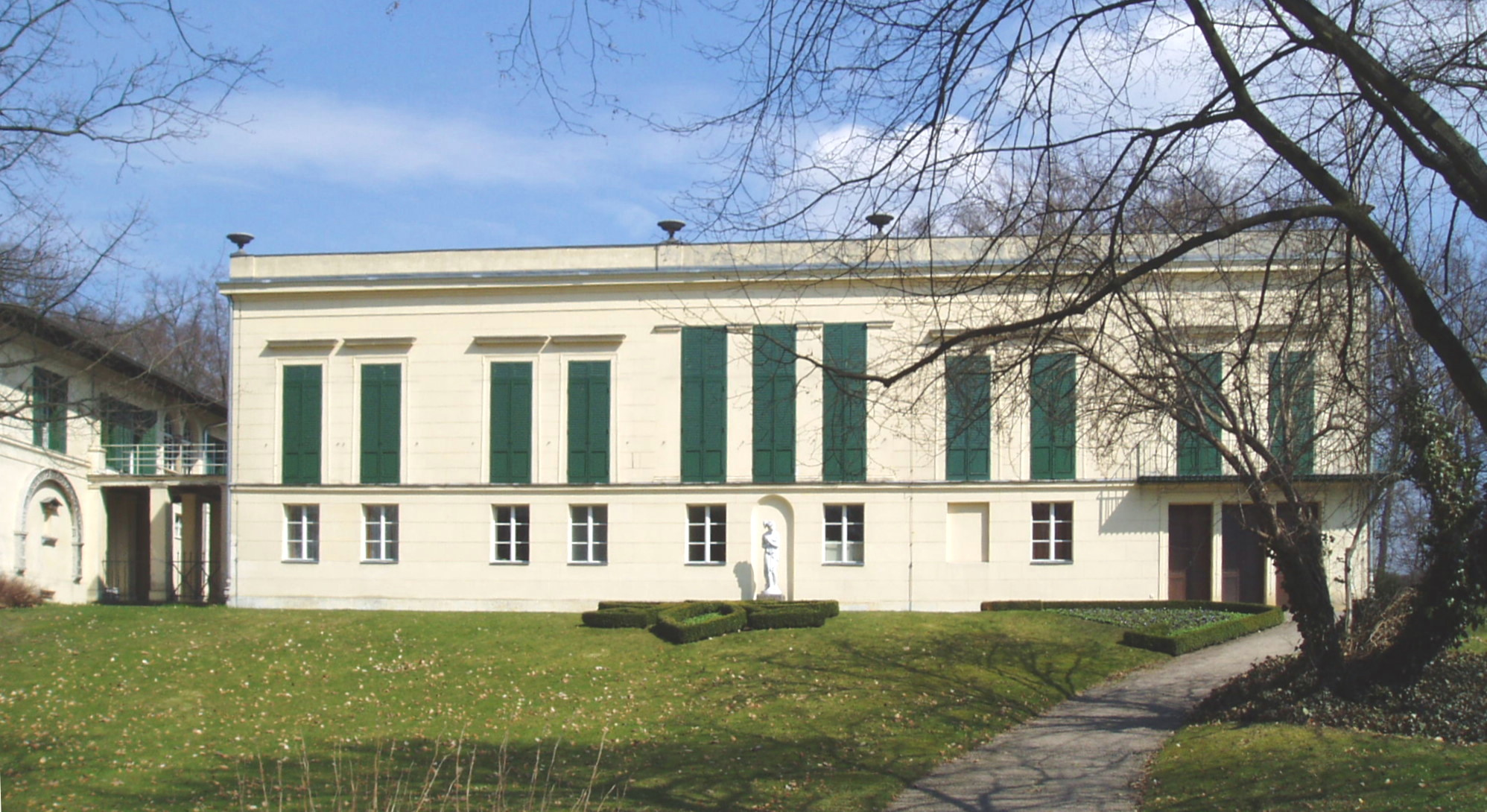
Lado oeste do Schloss Glienicke.

Mesmo na época de Federico Leopoldo (pai), o Dresdner Bank recebeu, como garantia de pagamento de empréstimos feitos ao príncipe, uma grande parte do próprio parque de Glienick. Na sequência duma operação de crédito cruzado entre o banco e a cidade de Berlim, o parque entrou na posse da capital federal no dia 29 de Abril de 1935. O muito negligenciado palácio de Verão e a área circundante, incluindo o Jagdschloss Glienicke com o seu parque, permaneceram inicialmente com Frederico Carlos, até que, em 1937, as negociações entre as duas partes, com vista à necessária reparação do palácio, falharam devido a desacordos relativos à extensão dos trabalhos. Numa posterior oferta de compra feita pela cidade ao jovem príncipe de 20 anos, este foi coagido a aceitar qualquer oferta. Desta forma, a parte restante do parque de Glienicke entrou na posse da cidade de Berlim no dia 1 de Julho de 1939, passando o município a ser o único proprietário de toda a área, incluindo todos os edifícios. Um pedido de indemnização, de 1986, pela venda forçada efectuada pelo príncipe aos nazis, foi recusado, no dia 14 de Outubro de 1987, a favor da cidade de Berlim, assim como o acórdão do processo de recurso, de 20 de Abril de 1989.
A partir de 1940, o arquitecto Dietrich Müller-Stüler, um bisneto de Friedrich August Stüler, começou a tarefa de criar espaços de serviços para o presidente da câmara de Berlim, o Dr. Julius Lippert. Lippert já utilizava, desde 1935, uma área situada no extremo norte do extremo norte do pavilhão de caça, como sede rural, encontrando-se desde então interessado na compra da propriedade para a cidade de Berlim, tanto mais que, desde 1935, estava estipulada a ampliação da contígua Königstraße – então chamada de Reichsstraße Nr. 1 (Estrada do Imperador nº 1) – como uma ligação entre a magnífica Potsdam e a capital imperial. No entanto, não é possível detectar até que ponto as medidas de reconstrução foram implementadas, uma vez que o documento original já não existe e Lippert foi demitido do cargo em Julho de 1940. Ainda durante a Segunda Guerra Mundial, provavelmente a partir de 1942, o palácio passou a ser usado como hospital militar e, pouco depois da capitulação, serviu de edifício de gabinetes do exército russo, com o piso superior a ser usado, também, como estábulos.
Na busca dum investidor adequado para as muito necessárias obras na cidade de Berlim, o decadente complexo palaciano foi entregue, em 1950, à empresa Sport-Toto GmbH para que o utilizasse como um hotel de desportos. Até 1966 foi mantido e administrado sob a responsabilidade daquela empresa; depois dessa data passou para a alçada da Fundação dos Palácios e Jardins Prussianos de Berlim-Brandemburgo. Quando a Sport-Toto GmbH abandonou o hotel de desportos, o palácio foi ocupado, entre 1976 e 1986, por um liceu popular, com instalações escolares e de alojamento. Durante este tempo foi administrado pela escola e pelo senador da juventude da cidade de Berlim.

### Utilização actual

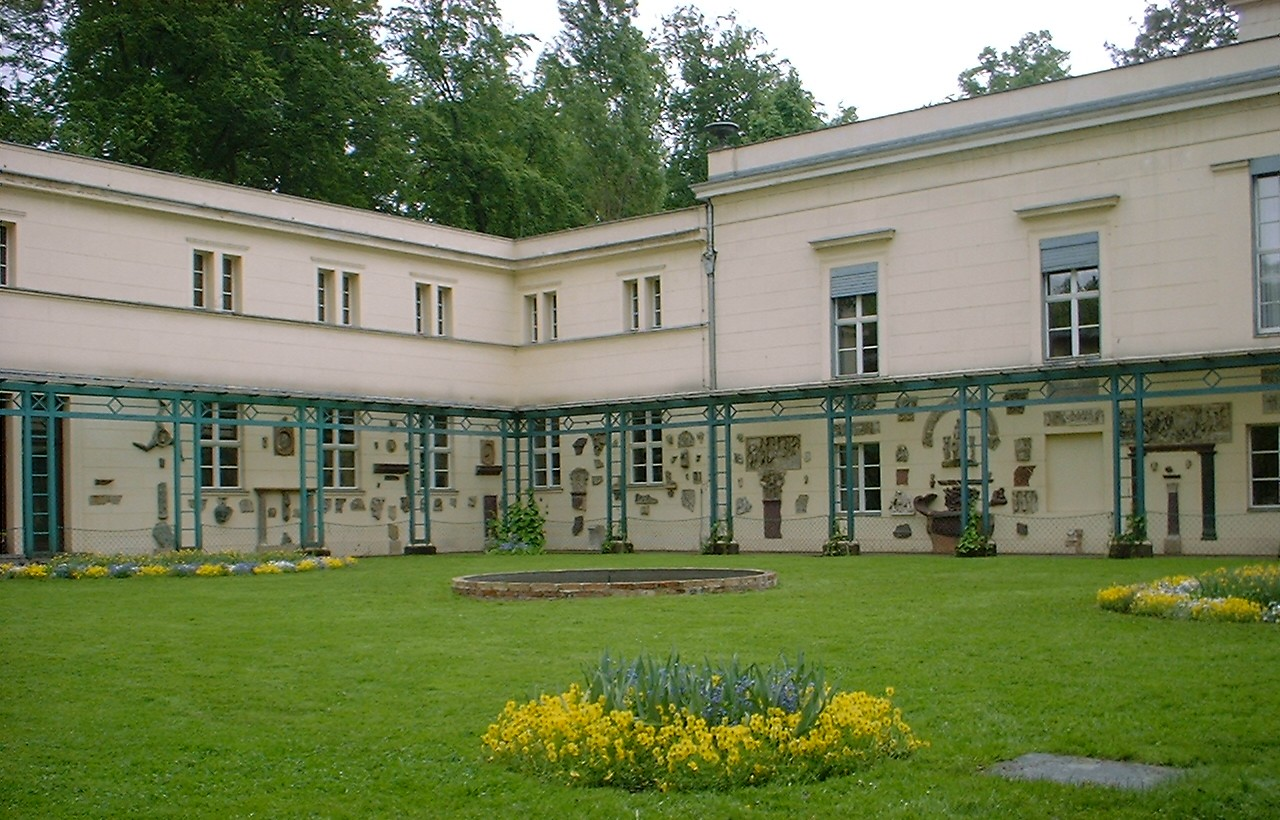
Fachada interna do Schloss Glienicke.

Depois da saída do liceu popular e da entrega da gestão do Schloss Glienicke à administração dos palácios, no dia 1 de Janeiro de 1987, o edifício abriu, depois de obras de renovação, como palácio-museu, podendo ser vistas em algumas salas peças de equipamento pertencentes ao Príncipe Carlos. Em parte, essas peças e documentos vieram de várias fundações e do legado do Príncipe Leopoldo Frederico (filho) ao companheiro da sua vida, o Barão Cerrini, sendo disponibilizadas à cidade de Berlim, na década de 1970, através de várias doações e duma última disposição que impunha a condição de serem exibidas em Glienicke. O Barão Cerrini viria a falecer no dia 12 de Setembro de 1985. Além do museu, aos fins-de-semana também se pode assistir a concertos no salão do jardim.
Depois da Reunificação da Alemanha e da fusão de ambas as administrações, ocidental e oriental, o prédio passou a ser gerido pela Fundação dos Palácios e Jardins Prussianos de Berlim-Brandemburgo desde o dia 1 de Janeiro de 1995. No dia 22 de Abril de 2006 abriu, também, em algumas salas do palácio, o primeiro "museu do jardim da corte" existente na Europa. Além dos planos históricos do jardim, exibe instrumentos de medição, equipamentos de jardim e mobiliário contemporâneo dum jardim de família abastada, atestados por biografias e documentos históricos de várias correntes de jardinagem prussiana. Numa vitrine encontra-se o cachimbo, a carta de cidadão honorário da cidade de Potsdam e uma taça com a coroa de louro comemorativa dos 50 anos de serviço do Director de Jardim Peter Joseph Lenné, o qual moldou decisivamente a paisagem cultural de Berlim e Potsdam através do desenho dos seus jardins.

## Arquitectura

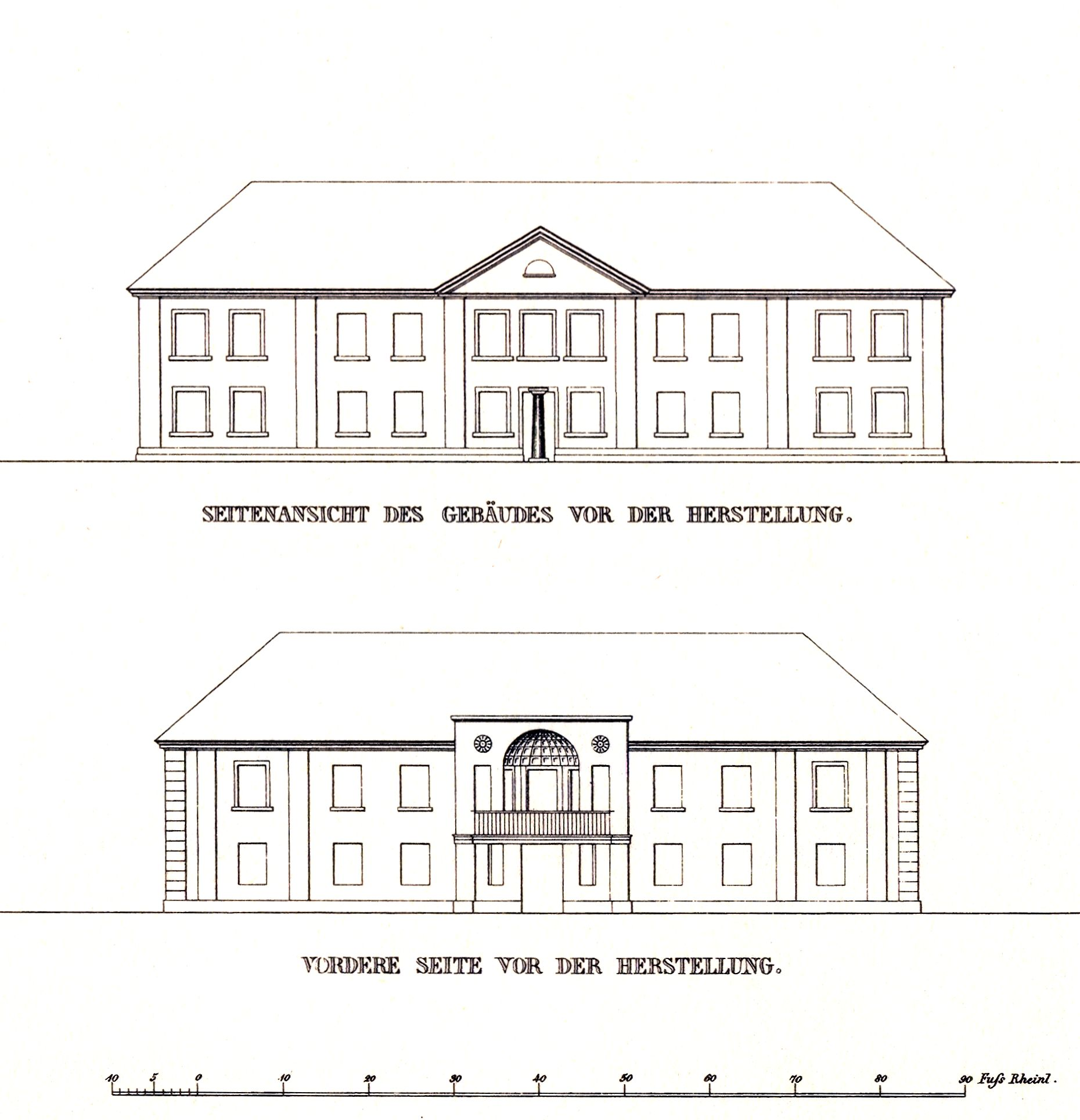
A casa senhorial depois duma primeira conversão de 1814. Em cima pode ver-se o lado oeste e em baixo o lado sul.

### A casa senhorial
Do solar de 1753 não sobreviveram imagens nem plantas. Uma vez que não são conhecidas medidas reconstrutivas dos proprietários posteriores, é possível que um desenho criado por Schinkel em 1837 represente a casa senhorial do Dr. Mirow, a qual se erguia no local antes da reestruturação de 1825. A folha encontrava-se na Sammlung Architektonischer Entwürfe (Colecção de Desenhos Arquitectónicos). Este construção apresentava o típico estilo de casa senhorial de meados do século XVIII, com telhado elevado. Uma ligeira saliência mediana, com o telhado a atingir o frontão triangular, acentuava o eixo central no lado oeste. O solar, com uma planta em forma de "L", e o edifício agrícola rectangular, situado a norte, formava um grupo de edifícios com a forma de "U".

### Ampliação através de edifícios de serviço
|  | 1 Edifício principal 2 Edifícios agrícolas adicionados pelo Conde Lindenau 3 Edifícios de serviço com estábulos 4 Cocheira |

Para além do embelezamento da propriedade, o Conde Lindenau deu ao palácio a forma de "U". Emergiu, então, um grupo de edifícios a norte, com a construção dum novo edifício de serviço com estábulos, na forma dum bloco solto. Tal como a casa senhorial, também este edifício possuía um telhado elevado. No prolongamento deste edifício de serviço, surgiu uma nova construção a leste com o posterior desenho dum edifício destinado a cocheira. As alterações à casa senhorial na época de Lindenau não são conhecidas. Essas mudanças só são conhecidas a partir do momento em que o comerciante Rudolph Rosentreter comprou o domínio, sendo as modificações da responsabilidade de Karl Friedrich Schinkel. Pareceres emitidos pelo Príncipe de Hardenberg antes de comprar a propriedade, mostram que Rosentreter levou a cabo : "a produção dum balcão na residência, a construção do piso inferior, as suas novas instalações, só agora concluídas, (…) e também o alargamento da escudaria, (…) por cerca de 8.000 reichstalers .

### Remodelação das fachadas exteriores e dos interiores
Rosentreter já havia começado as medidas de reconstrução, as quais seriam continuadas pelo Príncipe Hardenberg através do desenho de Schinkel, de modo que o lado sul da casa senhorial ganhou um novo aspecto. Tal como foi referido em relação à fachada ocidental, também a fachada sul era realçada na parte central, embora duma forma muito mais ampla. Schinkel desenvolveu o andar térreo através dum prolongamento semi-circular, com o primeiro andar ligeiramente saliente do edifício e a abside, com uma forma correspondente a um nicho, resultando numa varanda de forma quase circular.
Também no interior houve mudanças estruturais. Para se conseguir uma maior altura das salas, o piso térreo foi rebaixado em cerca de 63 centímetros, assim como as estruturas de apoio das fundações. A remoção das paredes transversais deu origem, no piso térreo da ala sul, a uma sala a partir de três (4 na planta), rodeada por uma série de espaços. Tal como a planta elaborada em 1817 mostra, a este ficava a Sala Verde e o Refeitório das Meninas, enquanto a oeste se situavam a sala de estar e a Sala de banho. Na ala oeste ficavam as áreas de serviço, como a cozinha, a despensa, a lavandaria e a sala dos criados. Duas escadarias situadas no vestíbulo conduzem ao primeiro andar. Ao subir as escadas, já no piso superior, chega-se ao Salão Azul, o qual atravessa toda a profundidade do edifício. Este era delimitado, na parte oriental, pelos aposentos do príncipe, com a sua sala de estar, ficando mais além o Quarto Verde, o Gabinete Secreto (toilette) e a Sala dos Camareiros. No lado ocidental do mesmo salão ficava o quarto da princesa, Quarto Verde de Esquina, com a respectiva antecâmara, e o Gabinete Rosa, o qual fazia fronteira com a ala oeste. Nesta ala situava-se o Quarto Verde-Escuro, com roupeiro, a Sala Azul, a pequena sala verde e a pequena sala de estar. Por falta de espaço, os aposentos dos convidados e dos criados ficaram instalados no edifício de serviço situado a leste. Uma vez que os esboços desapareceram, não se conhecem detalhes sobre esses espaços. No Inverno de 1816, as obras chegaram ao seu término, embora nove anos depois recomeçassem por vontade do novo proprietário. Mais uma vez, Karl Friedrich Schinkel foi convidado a executar uma completa remodelação do conjunto de edifícios.

### De palácio rural a palácio clássico
Depois da aquisição do solar pelo Príncipe Carlos, no dia 1 de Maio de 1824, o edifício permaneceu inicialmente sem alterações. Em Janeiro de 1825 já existiam planos de reconstrução, desenhados por Ludwig Persius a partir de indicações de Schinkel. Também criadas por Persius, seguiram-se, em Março do mesmo ano, as propostas de reordenamento do antigo edifício de serviço a leste modificado pelo Príncipe Hardenberg, o chamado Hofdamenflügels ("ala das damas"). Os trabalhos de renovação começaram na Primavera do ano seguinte, ficando concluídos no Verão de 1827.

#### Conversão por Karl Friedrich Schinkel

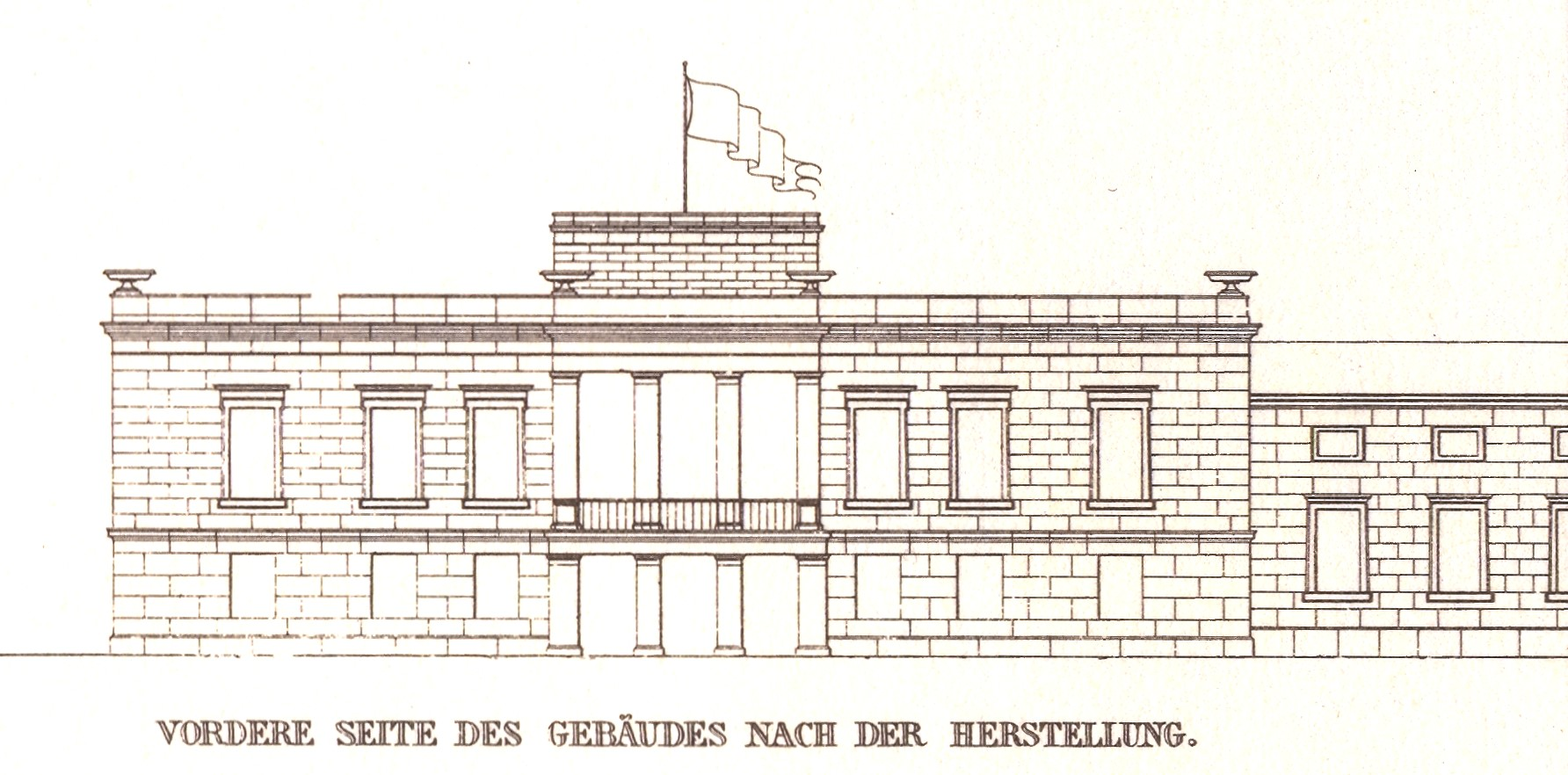
Fachada principal, por Schinkel.

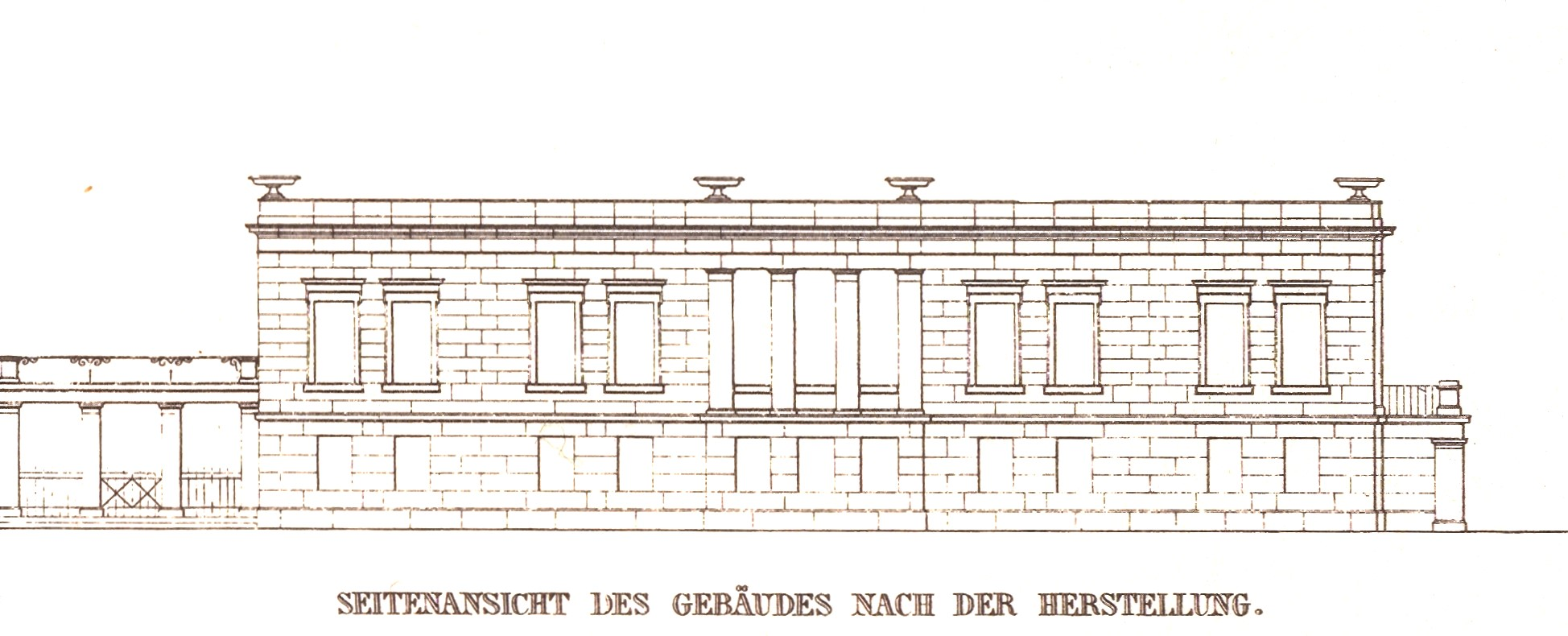
Fachada lateral, por Schinkel.

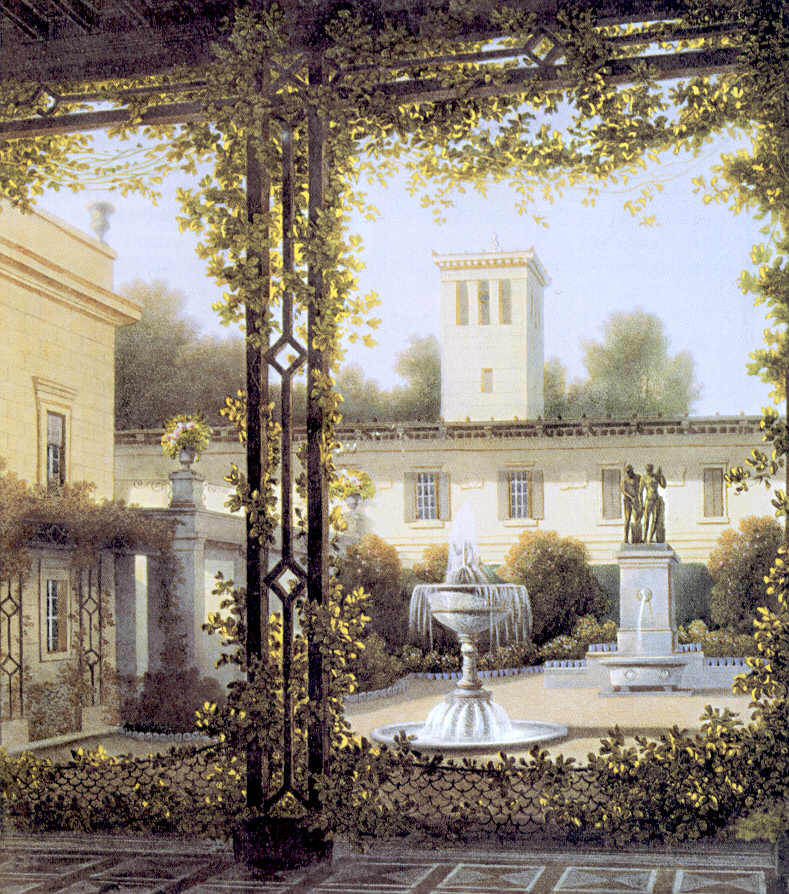
Der Gartenhof in Glienicke Pintura de August C. Haun, a partir de Wilhelm Schirmer, 1837.

Schinkel concebeu para o Príncipe Carlos um palácio de Verão em estilo Clássico, tendo transformado, essencialmente, a fachada exterior e os materiais de construção. Modificou o plano do grupo de edifícios, reduzindo um terço do comprimento da Ala das Damas e ligando-a ao edifício principal, de forma que o interior do complexo de edifícios ficou mais aberto ao jardim paisagístico para leste. Schinkel removeu o telhado elevado e encobriu a cobertura plana de zinco com um ático circular, decorado nos cantos com taças e vasos. O novo estuque foi aplicado de forma a dar a aparência de blocos de pedra quadrados.

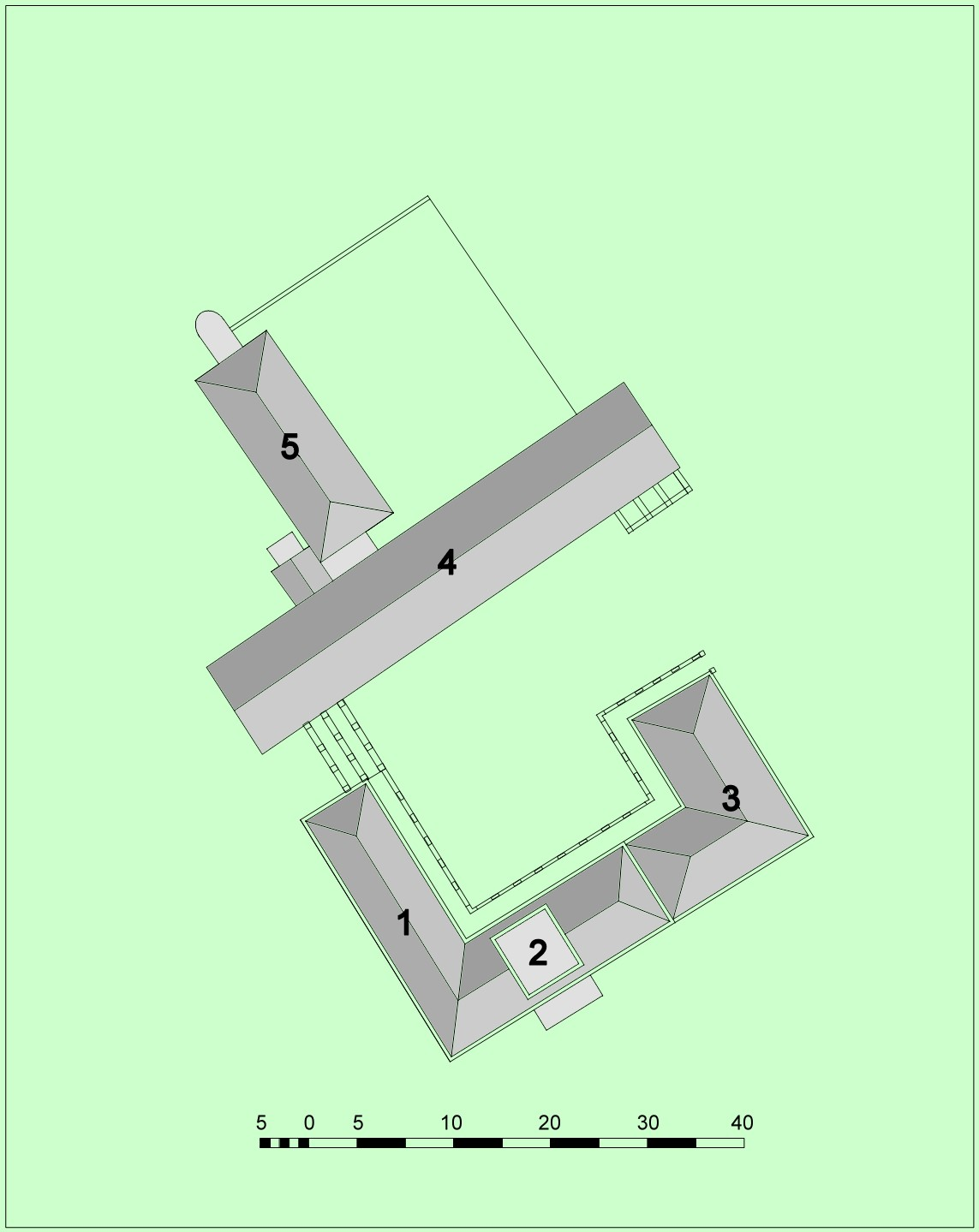
1 Ala Oeste 2 Edifício Principal 3 Ala das Damas 4 Edifício dos Cavaleiros 5 Cocheira

Schinkel deu uma forma mais rigorosa à varanda semicircular construída apenas dez anos antes para o Príncipe Hardenberg. Foi projectada com dois pilares rectangulares e com paredes a fecharem as partes laterais. O alto nicho em forma de abside foi substituído por três altas portas francesas, entre pilares canelados ligeiramente salientes e cobertas por uma cornija final no topo. A frente oeste recebeu uma aparência semelhante com o recurso a um ressalto fingido na fachada. Uma outra varanda, com entrada pela Sala de Canto do Príncipe Carlos e capaz de oferecer vistas privilegiadas sobre o parque de recreio, foi executada por Schinkel para o canto sudoeste. Na longa sequência horizontal formada pelo ático no lado sul, ergue-se uma torre acima do terraço. A forma cúbica adoptada pela arquitectura dos edifícios do palácio, sublinha a sua parte central como pura arte.
A entrada principal permaneceu inalterada, quase escondida a partir do jardim até agora. À porta, os hóspedes recebem as boas vindas através duma laje de mármore branco com a palavra "SALVE" escrita em letras de latão. Para revitalizar a rigorosa fachada, Schinkel providenciou uma pergola feita de ferro fundido, desenvolvida ao longo da parede do pátio, citando com esta organização o senador romano e escritor Plínio, o Jovem. De facto, aquele erudito da antiguidade descreveu, nas cartas escritas aos seus amigos Gallus e Apollonaris, a sua Villa Tuscum, nos Apeninos, e a Laurentinum, em Óstia, na costa do Mediterrâneo. Schinkel não realizou obras de inspiração greco-romana apenas em Glienicke, tendo-se inspirado nas descrições de Plínio, com a cooperação de Lenné, igualmente no Schloss Charlottenhof e nos "Banhos Romanos" do Parque de Sanssouci. A reconstituição dos desenhos da Tuscum e da Laurentinum, com texto produzido por Schinkel, a partir de 1833, com base em Plínio, foi publicada em 1841 no Architektonischen Album ("Álbum Arquitectónico").
A situação encontrada em Glienicke teve por base Tuscum, com uma pequena porta escondida na sua entrada principal, enquadrada no espaço do jardim. Helmuth von Moltke, que viveu temporariamente no edifício como Ajudante do Príncipe Carlos, escreveu o seguinte, em 1841, numa carta para a sua futura esposa, Marie: "Maravilhoso é o pátio para o qual dá a minha janela. Sobre a ligeira elevação dum tapete de relva ergue-se uma delicada fonte, e correm anéis em volta duma varanda com passifloras e aristoloche clématites" . A fachada foi decorada com spolia do Príncipe Carlos, sendo colocados, sob a direcção do escultor Christian Daniel Rauch, elementos meramente decorativos na parede exterior. O solo recebeu um revestimento de chapas de ferro articuladas com divisões cruzadas. A entrada na pérgola foi concebida, por Schinkel, somente com o cruzamento de pilares e vigas. Um mural, pintado em 1827 por Julius Schoppe, Pegasus von Nymphen gewaschen und getränkt ("Pégaso lavado e envolvido por Ninfas"), honrava o canto sudoeste do pátio, ao lado duma lareira. Como exemplo, o pintor serviu-se da pintura do túmulo de Nasonier, datado do ano 160, situado na Via Flamínia, em Roma. Esta pintura foi destruída durante o período de negligência a que, mais tarde, o palácio seria sujeito.

#### Transformação interior
Sobre as renovações efectuadas no interior do palácio pelo Príncipe Carlos não restam mais que fontes esparsas. Informações sobre as mudanças estruturais realizadas por Schinkel estão presentes na planta – do piso térreo e do primeiro andar – reproduzida ao lado, a qual foi criada, provavelmente, cerca de 1826, podendo ser usada por comparação com a planta de 1817 (reproduzida acima). Pela confrontação das duas plantas não são detectáveis grandes alterações no esquema da planta interior do palácio. A planta das salas foi ligeiramente alterada, tendo recebido apenas algumas perfurações nas paredes para dar lugar a portas de ligação, visto que foram levantadas novas paredes ou removidas algumas já existentes. Estas pequenas modificações foram efectuadas, principalmente, na Ala Oeste, cujas salas de serviço serviam como quartos de hóspedes, presumivelmente para os cavalheiros. A Sala de Banho manteve a mesma localização. A cozinha mudou para o topo norte da Ala das Damas, enquanto no topo sul da mesma ala foram criadas três salas, destinadas, respectivamente, ao Secretário, ao Ajudante e ao Cavaleiro. Uma escadaria situada a meio desta ala conduzia aos quartos, provavelmente, habitados pela criadagem. Já no corpo principal, existia um bilhar no sector oriental do Salão do Jardim. Para leste, no espaço contíguo a este sector, situava-se uma "Sala da Dama" e a norte desta ficava a "Sala da Criada".
No primeiro andar, a Sala Azul, actual Galeria Vermelha, ganhou algum espaço após a remoção do nicho em forma de abside existente anteriormente na fachada exterior. A Sala do Camareiro (16 na planta de 1817) recebeu uma escada para o sótão, enquanto do Quarto do Príncipe Hardenberg (14 na mesma planta) passou a sair uma pequena varanda. Além disso, a parede norte do quarto de dormir, situada por trás do "Gabinete Secreto", foi derrubada, de forma que foi criado um espaço agora pertencente a esse mesmo quarto. O Príncipe Carlos passou a usar os antigos aposentos da Princesa Hardenberg, na ala oeste, enquanto a sua esposa, a Princesa Maria, ocupou o apartamento menor, situado a leste, anteriormente ocupado pelo Príncipe Hardenberg.

#### Alterações por Ludwig Persius

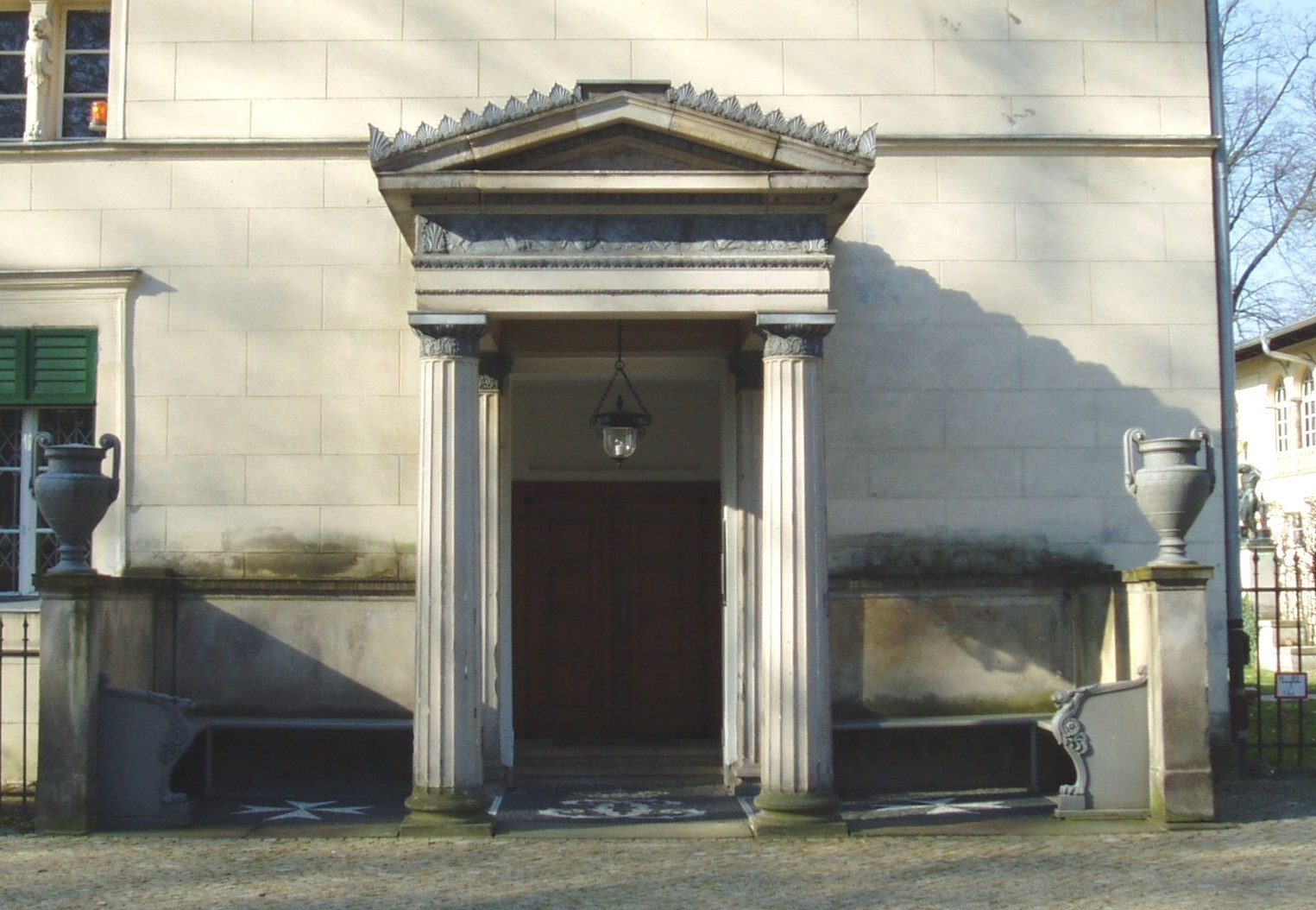
Pórtico, sob a forma dum pequeno propileu, na Ala das Damas.

Com o falecimento de Karl Friedrich Schinkel, ocorrido em 1841, Ludwig Persius tomou conta do edifício de Glienicke. Ainda durante a vida de Schinkel, no final da década de 1830, estiveram previstas pequenas construções ornamentais, as quais, porém, nunca chegaram a ser desenvolvidas. Apenas foram erguidos os pilares e paredes do balcão na fachada sul, revestidos com placas de zinco ornamentais. O desenho ornamental mostra uma faixa de acanthus e um medalhão de putti com motivos rurais. A fundição berlinense Moritz Geiß conduziu os trabalhos "de Persius", mencionados como ilustração dum catálogo da companhia de zincos. Apesar da referência aos arquitectos, a autoria do desenho a partir doutras fontes é atribuída a Schinkel ou Christian Daniel Rauch. Persius estava certamente ocupado na transformação da pérgola. 

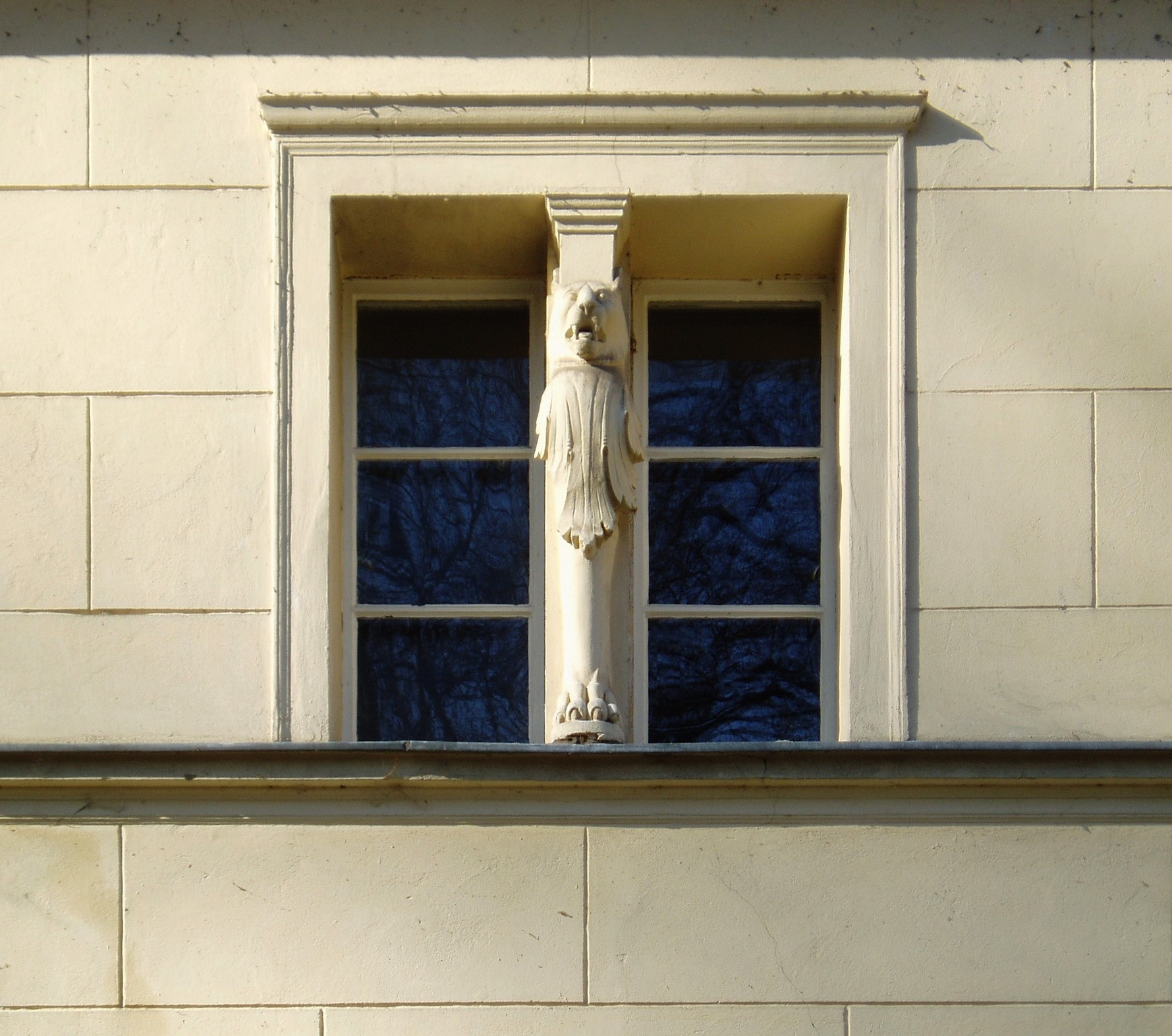
Janela do piso superior da Ala das Damas, com um pilar em forma de leão.

O simples acesso ao jardim recebeu, em 1840, um pórtico dórico na forma dum pequeno propileu, saliente da área de entrada. Em volta, um friso de zinco, situado entre a arquitrave e o frontão triangular, mostra Eros da Mitologia Grega, tendo sido produzido na Fundição Geiß com base num projecto de Schinkel. Uma figura, hoje perdida, de Aquiles, criada por Christian Daniel Rauch, coroava o cume do acrotério. Em cada uma das partes laterais do "templo", Persius criou um banco rectangular de pedra, com pés de grifo e cabeças de quimera nos remates e altos encostos, embelezados com crateras de zinco nas extremidades.
Em 1844, Persius aumentou a Ala das Damas. O telhado foi por ele adaptado ao edifício principal através dum ático circundante. No mezzanino, continuou a construção com um toque de antiguidade, colocando pilares em forma de leão a meio de cada janela. Essas figuras são réplicas em zinco das existentes numa mesa romana. Outras pequenas alterações nos edifícios do palácio, como por exemplo as sofridas pelas janelas do piso térreo, não podem ser datadas com precisão, estando provavelmente relacionadas com alterações no interior do palácio. Isto também se aplica ao nicho plano da Ala Oeste do edifício, onde foi instalada uma réplica da Venus Italica. A original, por Antonio Canova, encontra-se no Palazzo Pitti, em Florença. A figura em Glienicke é detectável a partir 1938, sendo substituída, mais tarde, por uma nova cópia. 
Com as alterações feitas por Persius, terminaram as novas construções feitas no palácio durante a vida do Príncipe Carlos. As informação sobre o período posterior a 1845 são quase inexistentes ou incompletas e dizem respeito, principalmente, a outros edifícios da área de Glienicke. A partir de 1859, os interesses de Carlos centraram-se cada vez mais no reordenamento do Jagdschloss Glienicke, adquirido naquele mesmo ano, situado a sudeste, do outro lado da Avenida do Rei.

### Medidas correctoras da década de 1950 e continuação do uso

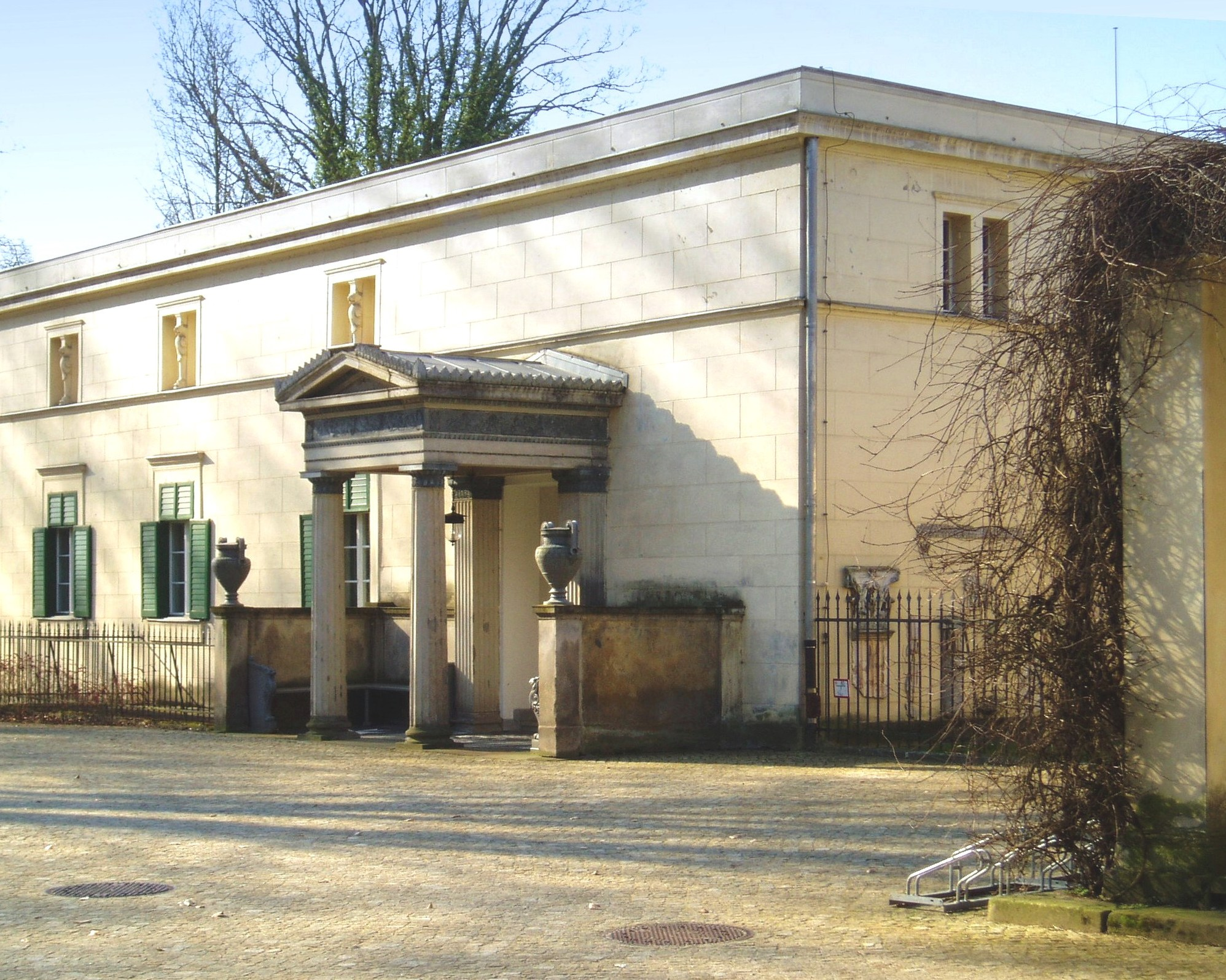
Pórtico no lado oriental da Ala das Damas.

Após o falecimento do Príncipe Carlos, em 1883, os edifícios do Schloss Glienicke foram negligenciados durante décadas, o que levou a que, de 1950 a 1952, já depois do final da Segunda Guerra Mundial, tenham sido empreendidas medidas correctoras, financiadas pela  Sport-Toto GmbH, de forma a adaptar todo o complexo a dormitórios para os seus atletas. As salas de residência situadas no edifício central permaneceram com o esquema de Schinkel em grande parte inalterado. No entanto, os restantes detalhes do equipamento original, tais como as molduras das janelas e portas, os pavimentos e o revestimento das paredes, foram removidos de forma irreversível, sendo apenas restaurados de acordo com aquele esquema. A destruição do que restava dos velhos edifícios teve lugar na década de 1950, uma prática de abordagem não rara, podendo, em geral, as suas razões ser encontradas na fase de reconstrução, embora muito frequentemente isso não seja permitido nem pelo tempo nem pelo interesse e oportunidades de investigações intensivas.
Sob um ponto de vista pragmático, o restauro e ordenamento incidiu nas alas laterais, onde foram instalados os dormitórios. A Ala das Damas foi completamente esventrada, sendo rebaixada e instalada uma escada no topo norte. O pequeno propileus construído por Persius na Ala das Damas, à entrada do jardim, tornou-se então na principal entrada para o interior do palácio. A pérgola de ferro fundido foi substituída por outra feita em madeira, com uma forma semelhante à de Schinkel. Os mosaicos do pavimento, frente à porta de entrada, apresentam o monograma C sob a coroa real e a Cruz de Malta, como referência à honra de campeão do Príncipe Carlos. No interior foram instalados, a recepção, um corredor ao lado do vestíbulo, edifícios administrativos, uma cozinha e a casa da tecnologia. As conversões tiveram impacto no esquema espacial de Schinkel e nas proporções do edifício, estando, actualmente, perdidas as vistas do jardim, para leste, em direcção ao parque.

## Os espaços do palácio-museu
Tal como acontece com a reconstrução dos espaços interiores na época do Príncipe Carlos, também em relação aos seus equipamentos as informações são escassas. As notas limitam-se a fotografias registadas, no final da década de 1930 e na década de 1940, pelo arquitecto e historiador de arte Johannes Sievers e produzidas cerca de 1950. Nelas pode ver-se o decadente estado das salas do palácio, mas também detalhes de alguns equipamentos.
O novo mobiliário do palácio, após as medidas de reparação na década de 1950, correspondem ao gosto da época, especialmente porque as peças originais já não existem. Num inventário de 1942, feito mesmo durante a guerra, Sievers observou o seguinte: "Nenhum documento, nenhuma carta recebida, nos informa da natureza do mobiliário do palácio e da participação de Schinkel (…)" . No entanto, foram encontradas, entretanto, cópias de dois canapés concebidos originalmente por Schinkel, os quais foram colocados, na década de 1950, no seu lugar original. Essas peças, amovíveis, estão presentes na planta baixa de 1826, encontrando-se no Salão Branco dos aposentos do Príncipe Carlos.

### Vestíbulo
Depois do registo de algumas fotos, por Sievers, que documentam detalhes do equipamento, as paredes do vestíbulo, as escadarias e os locais que as envolvem foram pintados com tinta branca. Dependendo do tamanho da área, foram divididas por linhas em vermelho-cereja e azul escuro, num ou mais campos de ângulo bastante elevado, cujo remate, com um acrotério alargado para as pontas, recebeu ornamentação semelhante. Esta forma foi reconstruída, na década de 1990, na sua linguagem formal, lembrando os estilos pompeios. No alto da escadaria ocidental permaneceu um medalhão em gesso com o retrato da Princesa Maria. O relevo na parede, com o diâmetro de 53 cm, foi criado pelo escultor Christian Daniel Rauch. A inscrição PRINZESSIN CARL VON PREUSSEN V. CH. RAUCH, no bordo exterior, refere-se a Maria.

### Átrio do Jardim
O Átrio do Jardim, situado à entrada do piso térreo, ainda conserva o projecto de Schinkel desde a época do Príncipe Carlos. A porta dupla em carvalho está enquadrada por uma edícula com lintel recto em mármore branco, pilares em pórfiro com bases da mesma cor e capitéis compósitos. A área de entrada está localizada por trás do balcão alpendrado, com as três portas-janela voltadas para o parque de recreio. O espaço contíguo ao átrio é quebrado por duas colunas dóricas, em mármore, com caneluras. No meio do átrio, está preservado o assoalho projectado por Schinkel, moldado pelo arquitecto, em lajes de pedra castanho-avermelhadas, com um padrão de quadrados, triângulos e círculos. No centro do pavimento, uma antiga pedra incrustada, como uma área de quase um metro quadrado, apresenta os contornos duma mulher com um jarro de água alado. As restantes decorações do átrio, que poderiam jogar com a disposição do século XIX, já não existem. O original Átrio do Jardim foi ampliado através da adição dos espaços adjacentes, de 123 m², situados a oeste e a leste. Actualmente, as paredes estão cobertas por tinta branca e o chão está preservado, com excepção do que diz respeito à barra no pavimento.

### Galeria Vermelha

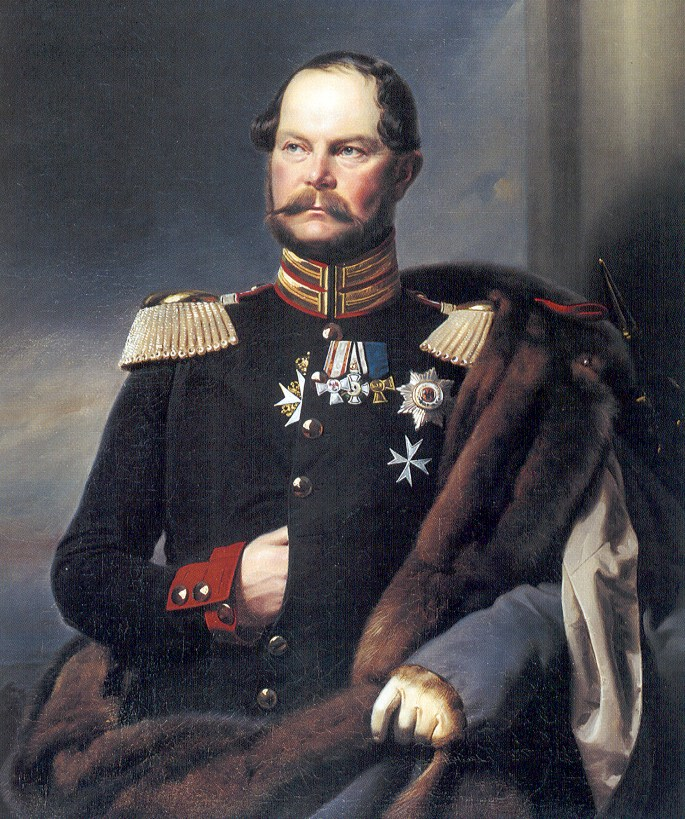
O Príncipe Carlos da Prússia com 51 anos de idade, em 1852, retratado por Franz Krüger.

Também sobre a concepção dos espaços do primeiro andar existem poucos indícios. A Galeria Vermelha era o salão de festas do palácio de Verão, servindo, com os seus cerca de 6 metros de largura por dez de comprimento, apenas para pequenas recepções. Para as grandes recepções, o Príncipe Carlos utilizava as salas de aparato do seu palácio oficial em Berlim, na Wilhelmplatz (Praça de Guilherme). Schinkel planeou, como decoração, um apainelamento em madeira de mogno, de aproximadamente 30 cm de altura, e pinturas murais 
Os objectos em estilo clássico do tempo de Schinkel sofreram uma mudança, ainda durante a vida do Príncipe Carlos, na segunda metade do século XIX, ao gosto do historicismo. Uma reprodução do desenho de todo o pavimento da Galeria Vermelha provém duma nota do Hofmarschall, de 27 de Abril de 1872, onde se lê:
 S.K.H. visitou os edifícios durante o Inverno (...), tendo considerado como ponto máximo, em aparência, o salão do primeiro, acabado de restaurar completamente. Um detalhe da renovação foi revelado por uma fotografia de cerca de 1950; a lareira com um espelho em estilo neo-rococó. Além disso, a publicação do historiador de arte Rudolf Bergau, "Inventar der Bau- und Kunstdenkmäler in der Provinz Brandenburg" ("Inventário de obras de arte e monumentos na Província de Brandenburgo"), de 1885, mostra que um relógio Boulle fez parte, mais tarde, dos equipamentos da Galeria Vermelha. Também observou, entre o mobiliário de Boulle, vasos barrocos em prata e porcelanas de Sèvres na decoração dos aposentos contíguos do príncipe e da princesa.
Durante a renovação da década de 1990, a galeria ficou com as paredes lisas pintadas de vermelho, o tecto pintado de branco e o chão em caixotões. Actualmente, a lareira em estilo neo-rococó da parede oriental, entretanto perdida, foi substituída, em 1951, por uma outra, neoclássica, em mármore branco. Esta última provém da época de Schinkel e foi originalmente construída na Ala das Damas. Num desenho de Schinkel, de 1830, também está presente um candelabro dourado, de 14 braços, com pingentes de cristal, tendo por baixo uma mesa de mogno redonda com um pé central e três pés curvos em forma de garra de grifo. Uma outra mesa rectangular em mogno, colocada contra a parede oeste, foi desenhada por Schinkel, rm 1828, para o palácio do Príncipe Carlos na Wilhelmplatz. O tampo, com incrustações de bordo, assenta em duas espécies de balaústres, com metade das pernas caneladas e as desgastadas pernas curvas convexas-côncavas. Os pés de chumbo dourado são decorados com uma barra dourada que os liga entre si. O desenho ornamental no extremo da barra transversal, com palmetas, acanthus e pinhas, recupera motivos da antiguidade.
A disposição museológica mostra uma cratera produzida, em 1825, na Königlichen Porzellan-Manufaktur Berlin (KPM - Real Fábrica de Porcelanas de Berlim), com ornamentos de ouro e duas imagens ao estilo das pinturas pompeias. Ao lado desta peça, estavam incluídos no equipamento original do Schloss Glienicke dois candelabros de pé. Os castiçais, de 78 cm de altura, em bronze e com vários pontos de fogo, foram produzidos, em 1837, na manufactura parisiense de Pierre Philippe Thomire, com modelos semelhantes, actualmente, no Grand Trianon, em Versalhes, e no Schloss Pillnitz, em Dresden. Os candelabros de Glienicke possuem um plinto traiangular côncavo. Três das bases contêm uma bola e as caneluras latentes, cónicas em direcção ao alto, têm as extremidades decoradas com folhas de acanthus. Para as velas, possui um suporte no meio e cinco braços ornamentados com folhas de acanthus.

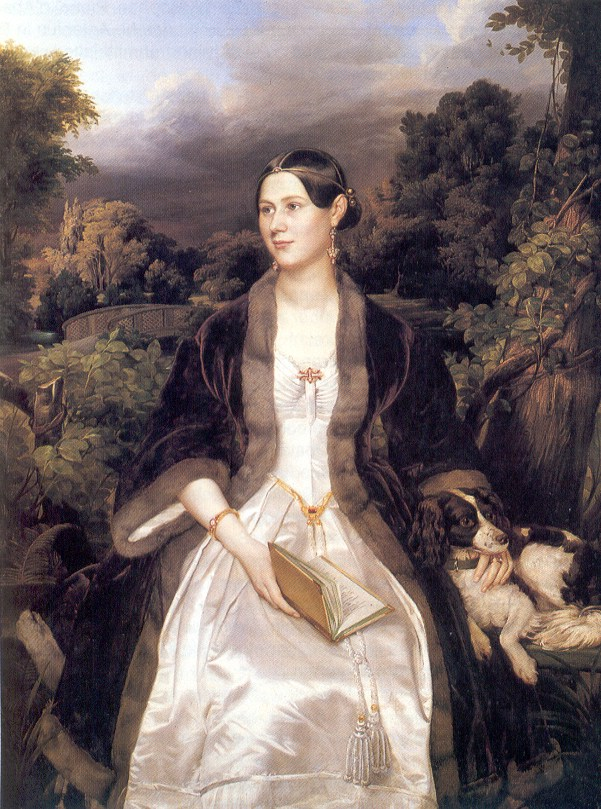
"A Princesa Maria numa romântica paisagem de jardim com o seu cão Dandy", 1838, Julius Schoppe.

Das muitas peças de prata do palácio, poucas foram devolvidas a Glienicke. Para as bodas do Príncipe Carlos com Marie von Sachsen-Weimar-Eisenach, em 1827, foi criado um serviço de casamento em prata, provavelmente pertencente à mesa colocada contra a parede norte, seguindo o exemplo do chamado Warwick Vase. O ourives da corte Johann George Hossauer criou o trabalho de prata de acordo com um projecto de  Karl Friedrich Schinkel, o qual usou como modelo o famoso vaso de mármore do século I, encontrado pelo arqueólogo Gavin Hamilton, em 1771, nas ruínas da Villa Adriana, a villa do Imperador Adriano em Tivoli. Em 1828, quando já estava na posse do Príncipe Carlos, o conjunto foi exibido na Academia de Berlim. O serviço ainda estava presente no Schloss Glienicke em 1939, mas depois da Segunda Guerra Mundial foi vendido pelo Príncipe Frederico Leopoldo (filho). Schinkel e Hossauer conceberam o Warwick Vase como o original, com motivos mitológicos relacionados com Baco. Em alternativa, a taça podia ser coberta por uma tampa, coroada por uma pinha, e possuía quatro pés na base de forma cónica, sendo decorada com folhas de videira e figuras de panteras.
O antigo proprietário e alguns membros da sua família são lembrados em grandes retratos pintados e num busto representando o Príncipe Carlos com trinta e poucos anos. O trabalho do escultor Julius Simony, um aluno de Gottfried Schadow, datado de cerca de 1832, esteve exposto na academia de Berlim nesse mesmo ano. Simony servira de modelo a um retrato pintado por Franz Krüger em 1831. Uma pintura executada por Krüger em 1852 mostra o Príncipe Carlos com 51 anos de idade. No seu uniforme de General de Infantaria exibe as insígnias da Ordem da Águia Negra, da Ordem da Águia Vermelha, da Ordem da Casa Real de Hohenzollern e a Cruz da Ordem de São João. Esta última foi, provavelmente, acrescentada mais tarde por Krüger, uma vez que o Príncipe Carlos só recebeu essa condecoração em 1853. Uma pintura de Julius Schoppe, datada de 1838, mostra a Princesa Maria, então com trinta anos de idade, numa romântica paisagem de jardim (Prinzessin Marie in romantischer Gartenlandschaft), enquanto um outro trabalho, pintado em 1830 por Jan Baptist van der Hulst, representa  Luísa da Prússia, a irmã mais nova do Príncipe Carlos, casada desde 1825 com 
Frederico d'Orange-Nassau. O seu marido foi retratado por Carl von Steuben, em 1815, quando contava 18 anos de idade, em uniforme prussiano, usando as insígnias da holandesa Ordem Militar de Guilherme, a Cruz de Ferro sobre faixa negra e as insígnias da Ordem da Águia Negra, a qual lhe foi concedida em 1815 por ter ficado ao lado da Prússia durante a ocupação napoleónica. A maior pintura presente na Galeria Vermelha é um retrato executado por Antonio Schrader. Este mostra o rei prussiano Frederico Guilherme III, pai do Príncipe Carlos, durante as guerras de libertação, numa pose semelhante à de Napoleão na famosa obra Napoleão cruzando os Alpes, de Jacques-Louis David. Sob o céu escuro, ao fundo, é possível ver a silhueta de Berlim.

### Salão Verde

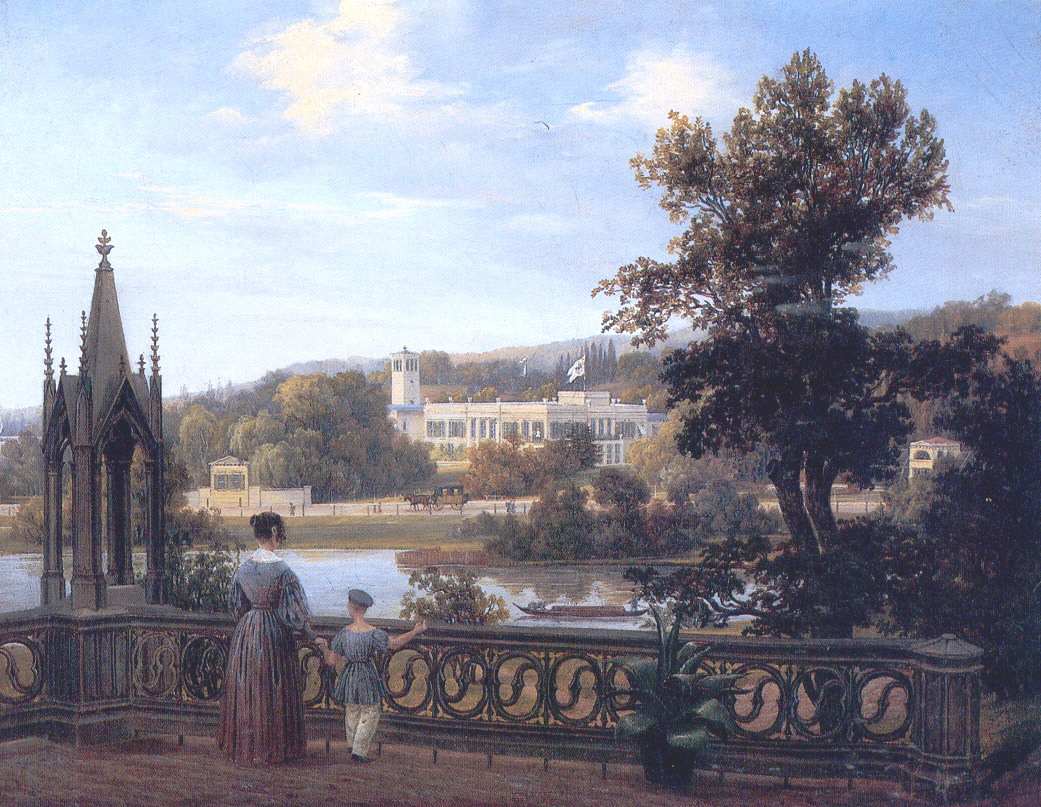
"Vista do Schloss Glienicke a partir de Babelsberg", 1838, por Carl Daniel Freydank.

A Sala Vermelha faz fronteira, a leste, com o antigo apartamento da Princesa Maria. O Salão Verde e o contíguo Quarto Verde foram os seus únicos aposentos particulares no Schloss Glienicke. O mobiliário criado por Schinkel já não existe desde o final da década de 1930. O aspecto do Salão Verde, hoje perdido, está documentado numa fotografia de 1938, com uma lareira decorada com uma barra dourada e pérolas. A maior parede estava decorada com folhas de acanthus estampadas.
O restauro empreendido na década de 1990 deu à parede da antiga sala uma sólida pintura na tonalidade vert de Paris (verde de Paris), e pavimento foi concebido com caixotões. Hoje em dia, a sala do museu está equipada com mobiliário concebido por Schinkel em  1830, incluindo um lustre com pingentes, feito em bronze ornamental e cristal, semelhante ao da Galeria Vermelha. Os panos de dois cadeirões lacados a preto e duma poltrona almofadada em estilo Sheraton, com um profundo corte dourado, ornamentados com chumbo dourado, são restos dum sofá de 1828, inicialmente presente na sala da Princesa Maria no palácio oficial da Wilhelmplatz. A inspiração para os cadeirões foi trazida por Schinkel duma viagem feita a Inglaterra em 1826, mais precisamente duma casa situada na londrina Berkeley Square (Westminster)  Provavelmente, da sala de estar do palácio em Berlim veio a chaise longue ao estilo dum leito grego. Este tipo de cama lacada de preto, forrada a rosa e ouro, com pés ornamentados e cabeceira altamente curvada, foi, em finais do século XVIII, uma popular peça de mobiliário para os elegantemente decorados "boudoir das damas".
Mais tarde, ainda foi feita uma mesa de mogno para o Schloss Glienicke sob influência inglesa, concebida para jogos de cartas. O tampo, com uma área de apenas 28,5 x 28,5 cm, assentava sobre um pé hexagonal de 78 cm de altura, podendo ser redonda ou rectangular, com os jogos de cartas a disputarem-se em grandes prateleiras extensíveis. Uma outra pequena mesa lateral mostra pratos de porcelana fabricados na Real Fábrica de Porcelana de Berlim (KPM), com medalhões representando motivos de edifícios de Berlim e as construções do Parque de Glienicke, enquadrados por arabescos dourados. Uma mesa quadrada de mogno, com a aba extensível recolhida, encontrava-se originalmente no Berliner Stadtschloss. Esta foi levada para a Haus Doorn em 1919, aquando do exílio holandês do Imperador Guilherme II. Peças de porcelana pertencentes ao Príncipe Carlos, produzidas na KPM, encontram-se expostas numa vitrine de 1825-1830 trabalhada com madeira de palissandro embutida. A decoração, para além dos pratos decorados com flores, datados de 1820 e 1845, conta com dois outros pratos com motivos relacionados com Glienicke. Estes últimos são, provavelmente, datados entre 1870 e 1889, porque um dos pratos debruados a ouro ilustra o Jagdschloss Glienicke no estilo do barroco francês, ou seja, antes da transformação sofrida em 1889, enquanto o outro foi pintado sob o ponto de vista do Schloss Glienicke e da fonte dos leões. Na vitrine da década de 1820 está, igualmente, uma cratera, produzida na KPM, com motivos de Berlim, a chamada Redensche Kratervase. Penduradas nas paredes, encontram-se obras de artistas contemporâneos do século XIX. Glienicke aparece representado nas obras de Johannes Joseph Destrée, Eduard Gärtner e Julius Schoppe, ainda em vida do falecido director da KPM, Gottfried Wilhelm Völcker, e retratos da Princesa Maria, por Julius Schoppe, e da Rainha Luísa, por Johann Heinrich Schröder.

### Quarto da Princesa Maria
O antigo quarto turquesa da Princesa Maria já sofrera, em 1889, uma alteração desfavorável. O Príncipe Frederico Leopoldo (pai) removeu a parede norte com o nicho do leito, originário do plano de cerca de 1826, e a lareira de esquina situada à esquerda, de forma que o espaço passou a estender-se por toda a profundidade do edifício. Devido à alteração na janela da parede norte, voltada ao jardim, a longa sala passou a receber luz solar apenas através da janela da parede sul. Na década de 1950, o quarto voltou a ficar dividido por uma parede, mas sem o nicho do leito. Assim, recuperou o esquema que apresentava na época do Príncipe Hardenberg.
Actualmente, o mobiliário inclui uma poltrona em mogno estofada e uma cadeira de mogno com cana, cujo único adorno é constituído pelas pernas em forma de balaústre - uma característica dos modelos de cadeira de Schinkel. O simples mobiliário exposto provém do Schloss Glienicke, e mostra a simplicidade do estilo das instalações do palácio de Verão, o qual, ao contrário do palácio na cidade, praticamente não teve funções de representação. Apenas foi mantido, numa forma simples, um toucador com um espelho, de 1820, na parede traseira, e um sofá folheado a mogno, vindo do Berliner Stadtschloss. Ambas as peças de mobiliário são atribuídas a Schinkel. As paredes estão decoradas com pinturas representando paisagens italianas, por Konstantin Cretius, Ferdinand Konrad Bellermann, Julius Helfft, Heinrich Adam, Carl Ludwig Rundt e Carl Wilhelm Götzloff, e uma vista de Glienicke a partir do Novo Jardim de Potsdam, por Carl Wilhelm Pohlke.

### Salão Branco
A Galeria Vermelha é delimitada a oeste pelo antigo apartamento do Príncipe Carlos, começando pelo Salão Branco e incluindo o quarto de mármore. A reconstituição do projecto de Schinkel foi baseada em fotografias. As cópia dos sofás de canto presentes na planta de cerca de 1826 receberam dos originais partes de madeira lacada de branco, uns assentos estofados quase até ao pavimento e uns encostos estofados com tecido vermelho. As actuais bordas douradas na frente dão a impressão de duas almofadas unidas no topo. Duas mesas redondas com pés em forma de voluta substituem as mesas quadradas com pés de mármore originalmente desenhadas por Schinkel. Nas superfícies das paredes estucadas como mármore branco repetem-se listas douradas correndo verticalmente nos cantos e um friso que circunda a parte superior dessas mesmas paredes e dos remates das portas. Outra decoração das paredes consiste em bustos de gesso colocados em consolas dentro de nichos em forma de rosetas. Os bustos representam a Princesa Maria, o arquitecto de jardins Peter Joseph Lenné e Karl Friedrich Schinkel, como exemplares modelos do escultor Christian Daniel Rauch.
Além disso, pertenciam provavelmente ao mobiliário original do salão uma cadeira com o assento invulgarmente baixo, braços em forma de volutas encaracoladas e pernas moldadas como balaústres. Os quatro maciços cadeirões de Schinkel devem a sua cor (branca) à cor do Salão Branco, tendo feito parte do leilão efectuado em 1930-1931. Depois de regressarem a Glienicke como um empréstimo dos Museus Nacionais de Berlim, serão substituídos por duas cadeiras de braços, desenhadas por Schinkel, em 1828, para a Sala de Recepção da Princesa Maria no palácio oficial da Wilhelmplatz. As cadeiras em madeira de faia com tecido de ouro possuem estreitos braços que acompanham o assento. Estes apoiam-se em volutas oscilantes, rodeadas por rosetas com flores. Ornamentação semelhante é encontrada nos bordos laterais dos assentos em metal. A forma básica destas cadeiras baseia-se num friso de Herculano e no trabalho arqueológico Antichità di Ercolano, publicado no século XVIII. Cadeiras mais cerimoniais neste estilo, mas com esfinges a fazer de braços, foram concebidas por Schinkel para o Salão de Recepção do palácio da Wilhelmplatz e para a Sternsaal do Berliner Stadtschloss. Ainda de acordo com um projecto de Schinkel, foi feita entre 1825 e 1830 uma lâmpada de vidro em forma de taça de leite. A taça tem encastrados ornamentos em zinco dourado e está rodeada por oito lustres noutros tantos braços.

### Quarto Azul de Esquina

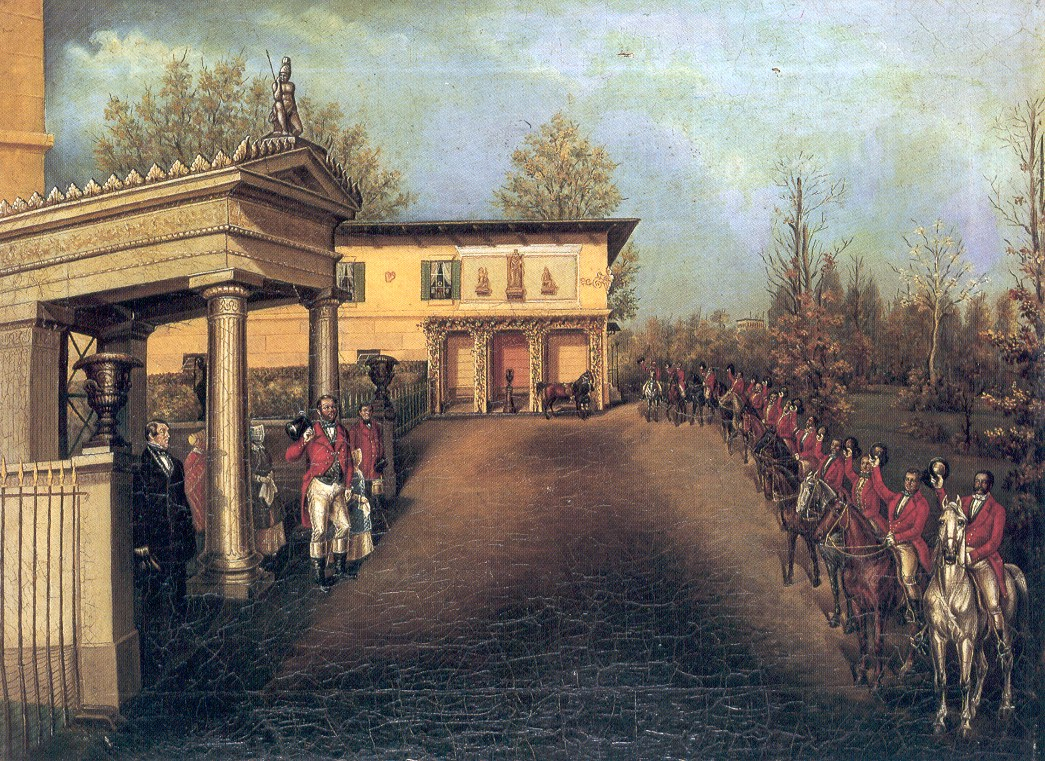
Begrüßung des Prinzen Carl von Preußen vor Schloss Glienicke durch Rote Jäger, pintura de 1847 por um artista desconhecido.

A sala contígua, para oeste, ao Salão Azul, o Quarto Azul de Esquina (Blaue Eckzimmer), era a antiga biblioteca e sala de estudo do Príncipe Carlos. Originalmente, esta sala apresentava uma parede azul e um friso circundante com motivos florais, como se pode ver numa fotografia de cerca de 1950 relacionada com este espaço. O mobiliário desta sala consistia numa simples estante com quatro prateleiras, com as portas de vidro repartidas em três filas e um campo quase quadrado na parte debaixo dessas mesmas portas. A linha castanho escura estampada, com folhas e rosetas, pintada na cornija também está presente no bordo das poltronas. Motivos ornamentais semelhantes são encontrados em fotos do mobiliário desta sala. O paradeiro do mobiliário concebido em 1828 por Schinkel é desconhecido.

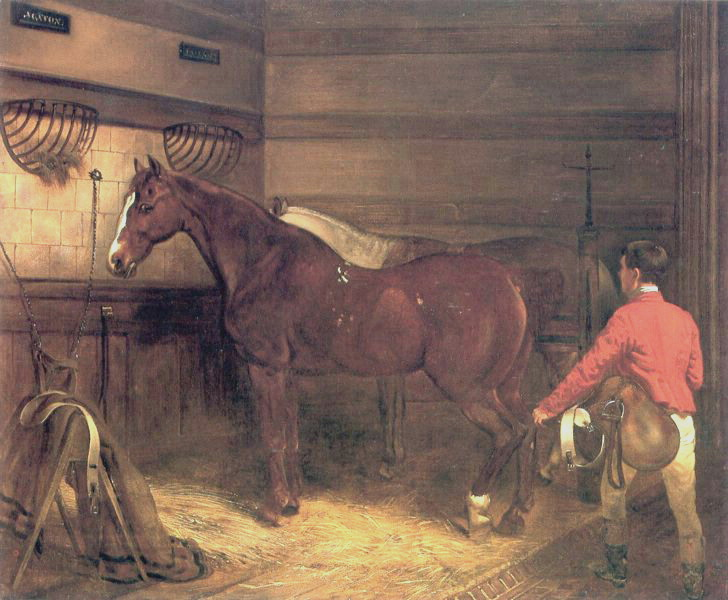
Das Pferd Agathon im Stall des Schlosses Glienicke, 1850, Franz Krüger.

Segundo o inventário do Schloss Glienicke, as únicas peças de mobiliário de acordo com um projecto de Schinkel são as duas cadeiras de mogno estufadas com tecido amarelo. As pernas da frente são decoradas com uma forma de balaústre, com as almofadas das costas ocupando quase metade da grade do assento, em madeira ornamentada por rosetas com flores cruzadas e folhas de acanthus. Tal como os elegantes assentos concebidos por Schinkel, também os braços tiveram influência inglesa. Estas peças faziam parte dum conjunto concebido, em 1828, para a sala de estar e de trabalho do palácio dos príncipes na Wilhelmplatz. Schinkel utilizou aqui pela primeira vez a madeira de jacarandá, a qual esteve na moda na Inglaterra, durante o período Regência, com o nome de rosewood . O efeito de fragilidade é conseguido pelas pernas baixas, pelas estreitas almofadas estofadas, pelos delicados balaústres em latão polido e pela cabeceira em madeira ornamentada por rosetas. Mais tarde foi descoberto o tom do tecido original, em "vermelho cereja", o qual foi novamente aplicado.
Na parede sul ergue-se um tripé em mogno que serve de base a uma réplica em ferro do famoso, e muitas vezes copiado, Warwick Vase. Do Schloss Charlottenburg e do inventário de Frederico Guilherme III vem um sofá de mogno em estilo Biedermeier, estofado com tecido amarelo, e uma mesa de mogno associada. Os poucos livros que restam da anteriormente bem equipada biblioteca do Príncipe Carlos, e alguns pertences pessoais, encontram-se numa pequena estante, tendo regressado ao palácio como uma doação do historiador de arte Sievers. Nesta sala encontra-se ainda um curioso tinteiro fabricado, em 1854, a partir do casco do cavalo de caça Agathon, o qual permaneceu nos estábulos do Príncipe Carlos durante mais de vinte anos, desde 1828. O casco é fechado por uma tampa de latão. Um ramo bifurcado, com o monograma "C" sobre a Coroa da Prússia ao centro, servia para guardar as canetas. Uma placa na parte do casco recorda o cavalo de caça: AGATHON geb 8/4.22 † 29/10.54. Uma pintura de Franz Krüger, situada na parede norte do Quarto Azul de Esquina, mostra o cavalo preferido do príncipe. Outras pinturas adornam as paredes com retratos do Príncipe Carlos, executadas pelos artistas Nikolaus Lauer e Christian Tangermann, bem como vistas de Glienicke, por Adalbert Lompeck e Julius Schoppe. O antigo secretário pessoal, Mohr Achmed, mencionado como funcionário do Príncipe Carlos pela primeira vez em 1828, foi pintado por Constantin Schroeter.

### Gabinete de Trabalho

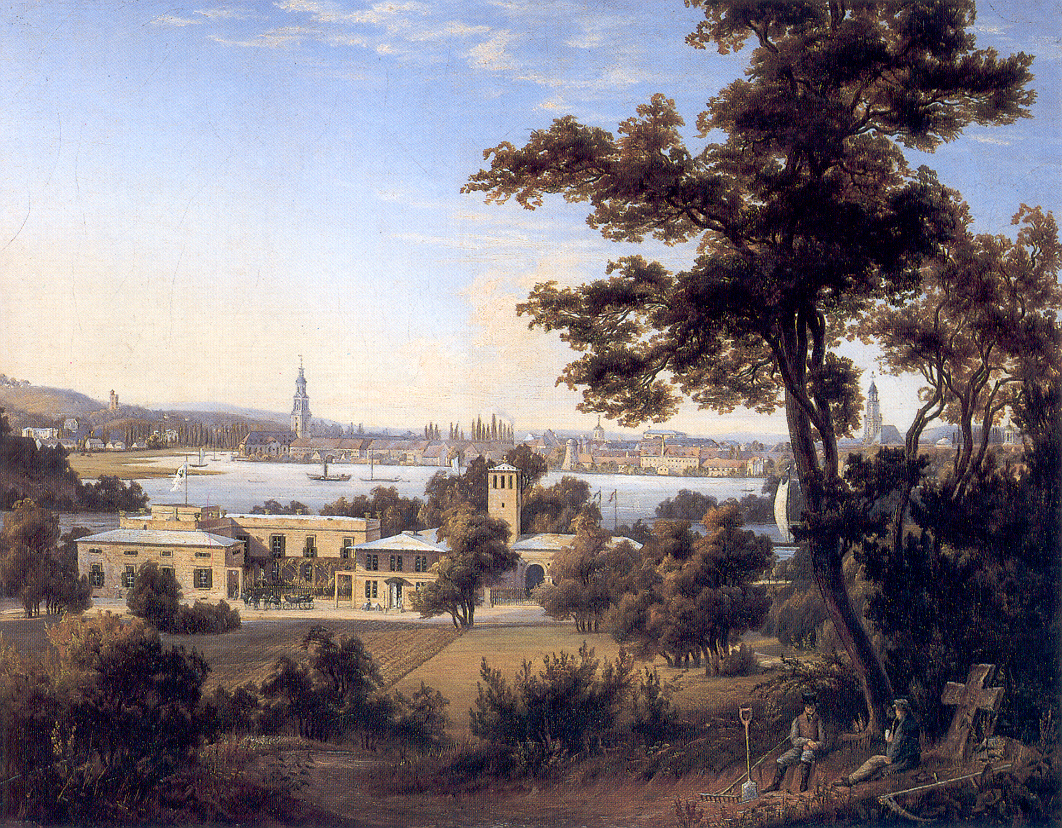
Ansicht von Potsdam über Glienicke 1838, Carl Daniel Freydank. A pintura mostra o lado leste do palácio, com o conjunto de alterações trazidas por Ludwig Persius.

Tal como a biblioteca, também o antigo Rosa Cabinett da Princesa Hardenberg serviu de gabinete de trabalho ao Príncipe Carlos. A decoração e o mobiliário originais não são conhecidos, tal como acontece nas divisões seguintes, já na Ala Oeste – o quarto de dormir do Príncipe Carlos e os quartos dos criados – onde actualmente se encontra instalado o "museu do jardim da corte".
Na pequena sala conservam-se, em vitrines, restos de peças de porcelana, serviços de prata, vasos de vidro e aguarelas pertencentes ao Príncipe Carlos. As aguarelas, pintadas entre 1830 e 1835 por Franz Kruger, mostram detalhadamente carruagens e trenós usados pelo Príncipe Carlos nas suas viagens à Rússia ou incluídos na sua grande frota. Na série de aguarelas que serviram de modelo aos pratos de sobremesa, fabricados pela Real Fábrica de Porcelanas (KPM), apenas algumas mostram o Schloss Glienicke, uma vez que grande parte delas foi perdida com o leilão de 1931. O palácio também serve de motivo a uma série de pratos concebidos entre 1825 e 1828 pela  pela KPM, dos quais apenas três, com vistas dos edifícios anexos, do palácio e do pátio, são preservados em Glienicke, assim como dois outros pratos com motivos vegetais, pertencentes a uma série da KPM, com base em aguarelas criados por Pierre-Joseph Redouté entre 1823 e 1837.
Dos copos e garrafas de mesa, apenas algumas peças soltas estão preservadas. Dependendo da finalidade de cada recipiente - em forma de taça ou afunilado - uns possuem um aro dourado em forma de balaústre, enquanto outros têm uma parede facetada com oito lados. Como uma característica marcante e decorativa de todas as peças de vidro, pode ver-se, num dourado profundo, tanto o monograma simples, como o monograma "C" ligado sobre a Coroa Real prussiana do Príncipe Carlos. O monograma também pode ser encontrado em prata, da oficina de Johann George Hossauers, mas com uma forma diferente incluindo uma marca do proprietário desenhada por Schinkel, com uma águia no círculo da corrente da Ordem da Águia Negra sob a Coroa Real prussiana. Hossauer, que foi premiado por Frederico Guilherme, em 1826, com o título de Goldschmied Seiner Majestät des Königs ("Ourives de Sua Majestade o Rei"), era um dos mais famosos ourives do seu tempo, tendo trabalhado em estreita colaboração com Schinkel. Os seus trabalhos de prata foram marcados pelo estilo barroco. Dos seus trabalhos feitos para o Príncipe Carlos, encontram-se em Glienicke, com base no Warwick Vase, apenas dois açucareiros, duas taças de prata, quatro taças de conhaque, um castiçal de mão com apaga chamas, uma chaleira com rescaldeiro, um recipiente de ofertas, três porta-garrafas e um refrescador de vinho, todos feitos no período entre 1820 e 1864. Da mesma forma, pode ainda ver-se um ceptro, utilizado no cerimonial da corte, com as suas partes de prata concebidas por Hossauer: um longo topo de prata com uma bola de aço no extremo da madeira polida e um botão de prata no lado oposto, com a águia prussiana carregando uma coroa e detendo nas suas garras a cruz da Ordem da Águia Negra. O colar da mesma ordem rodeia a maçaneta em forma de pêra.

### Corredor do primeiro andar da Ala Oeste
O longo corredor do lado oriental da Ala Oeste, pelo qual se entra actualmente para o "museu do jardim da corte", é utilizado de acordo com aquele museu, encontrando-se equipado com imagens dos jardineiros da corte prussiana, incluindo os membros das famílias Salzmann, Nietner, Sello, Fintelmann, ou o artista da jardinagem Peter Joseph Lenné. 
As cores e organização do corredor no século XIX está documentada por trechos de fotografias tiradas em 1937. Mais tarde, a parede oeste foi decorada na sua parte inferior por um papel de parede com quase meio metro de altura, com campos estruturados, painéis de madeira marmoreados, e uma vista panorâmica sobre paisagens italianas paisagens, cujas imagens foram divididas por pórticos. A fabricante desses papéis de parede manufacturados, "Les Vues d'Italie" de 1818, foi a firma francesa Zuber & Cie., de Rixheim, na Alsácia, sendo o artista criativo Pierre Antoine Mongin. O lado oposto do corredor, com as janelas viradas para o jardim, recebeu um painel com paredes pintadas ou cobertas por papel, enquanto o tecto foi folheado. Para a parede norte, no final do corredor, foi desenhada por Julius Schoppe, com base em Schinkel, uma vista panorâmica da ilha de Capri. Portanto, a imagem global sugeria amplos pontos de vista das paisagens italianas de um lado e outro, a partir das verdadeiras janelas viradas para o jardim italianizado com o seu esboço ornamental inspirado na antiguidade.
A concepção de papéis de parede com quadros individuais era, desde o início do século XIX, muito moderna. Além das propriedades pedagógicas, as grandes imagens de paisagens despertavam a ilusão de estar num país estrangeiro ou num longínquo continente. Um observador Jean-Jacques Rousseau descreve as sensações despertadas pelas imagens panorâmicas como "um regalo para os olhos", tendo sentido um "indefinível sentido de magia e naturalidade que estimula o espírito e os sentidos. Trata-se de esquecer o mundo, esquecemo-nos, não sabemos onde estamos".

## Edifícios anexos

### Ala dos Cavalheiros

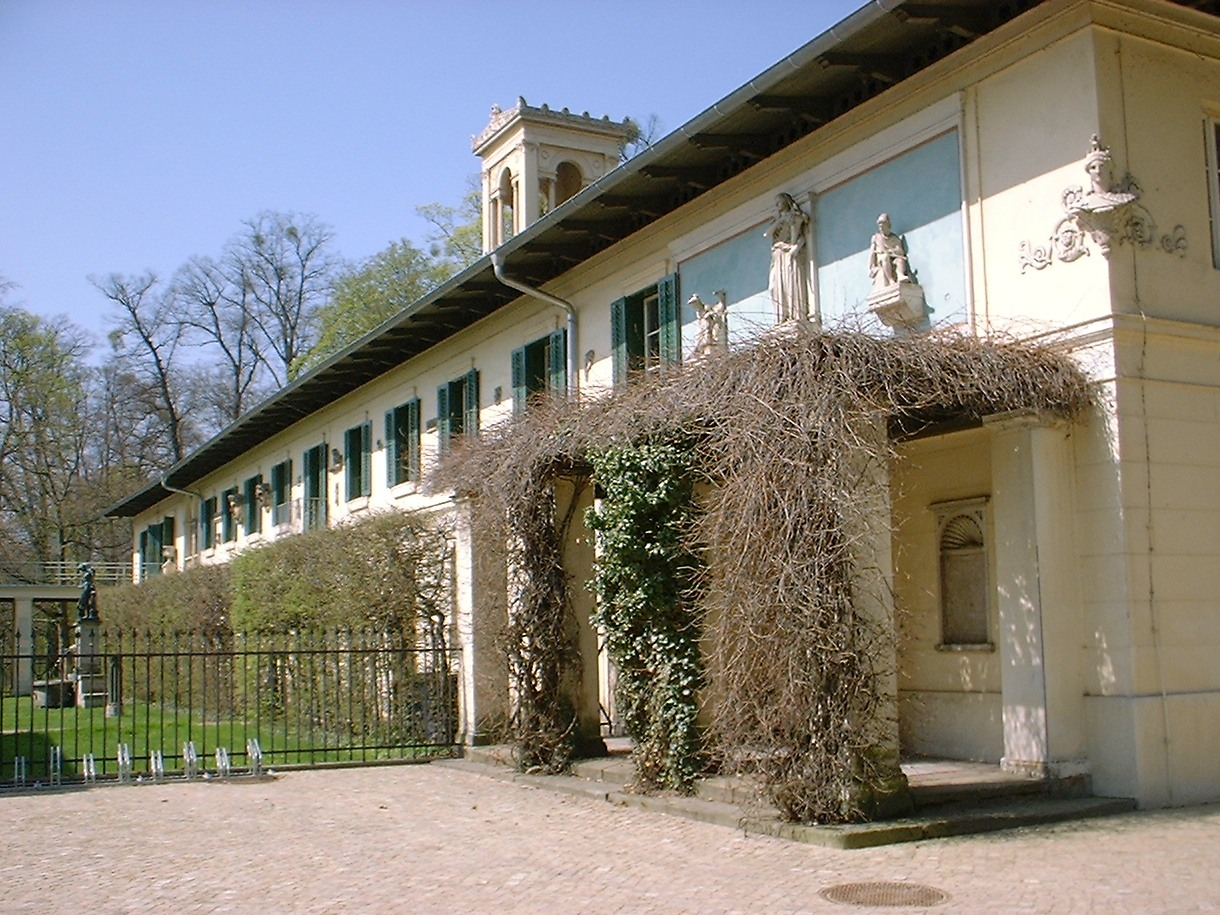
A Ala dos Cavalheiros com vista do jardim e do Grupo de Ildefonso.

Em 1796, por ordem do Conde Lindenau, foram construídos edifícios agrícolas com cavalariças a norte, os quais foram  prolongados para leste e aumentados com um andar em 1828. Os planos de reconstrução foram assinados por Ludwig Persius, de acordo com Karl Friedrich Schinkel. O estilo italianizado adaptado ao palácio, criou um edifício no género das casas simples do sul, com telhado plano, sobre uma placa de zinco, janelas com persianas e uma pérgola plana coberta, com enormes pilares, no extremo sudoeste, a qual liga a Ala dos Cavalheiros ao resto do palácio. Tal como o edifício principal, também esta ala foi adornada com spolia da antiguidade pertencentes ao Príncipe Carlos, segundo um arranjo do escultor Christian Daniel Rauch.

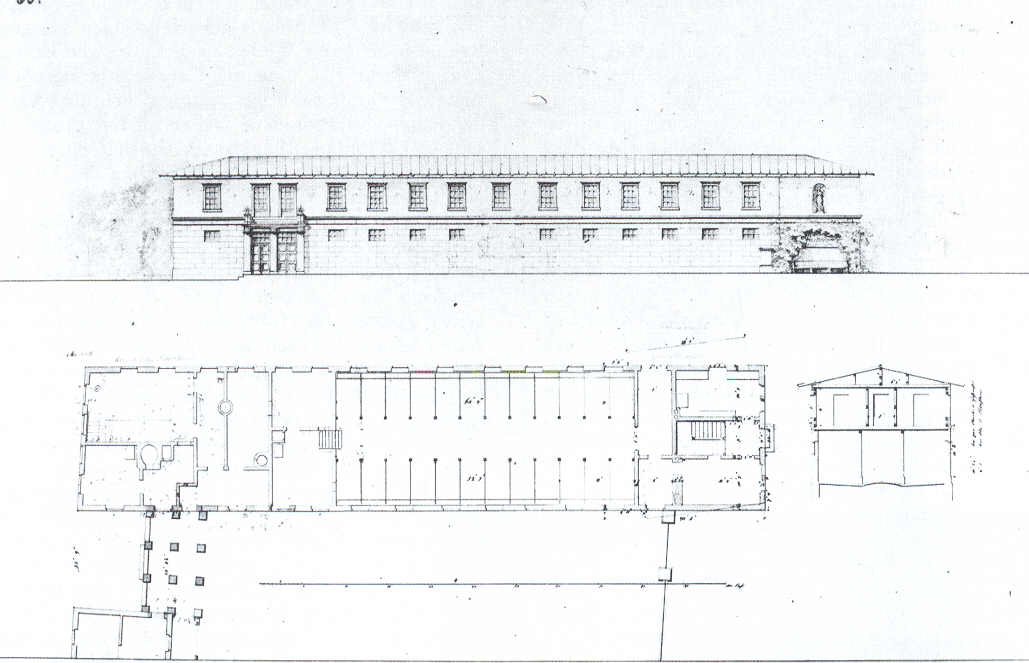
Esquema do piso térreo. Desenho de 1828.

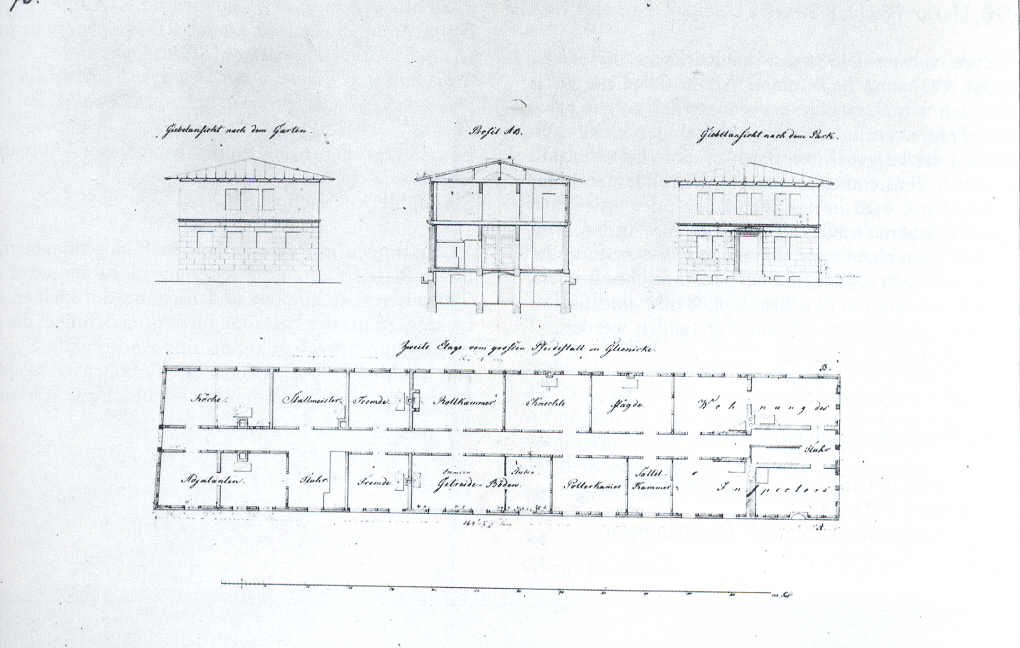
Esquema do primeiro andar. Desenho de 1828.

A meio da fachada sul, no jardim, encontra-se uma cópia do Grupo de Ildefonso, feita com base no original existente no Museu do Prado, em Madrid. A interpretação dos dois jovens ainda é controversa. Segundo a interpretação de Johann Joachim Winckelmann tratar-se-ia de Orestes e Pylades, enquanto para Gotthold Ephraim Lessing seriam o sono e a morte. Fabricados pela fundição "Gräflich Einsiedelschen Eisengießerei", de Lauchhammer, o grupo escultórico encontra-se colocado em vários locais, incluindo os parques de Charlottenhof e Sanssouci. A parte oriental da fachada sul, o edifício saliente em relação ao palácio, foi projectada por Schinkel e Persius com um banco de pedra sob uma latada. O banco, subdividido com painéis laterais, é detectável até 1937, mas já não existe actualmente. Além disso, o primeiro andar é adornado por figuras. Ao centro fica a Felicitas Publica, cujo original foi feito por Christian Daniel Rauch para o monumento a Maximiliano José em Munique. Esta estátua central é flanqueada pelas de Ifigénia e Odisseu, obras da ofiina de Christian Friedrich Tieck. A esquina do edifício está adornada por uma cabeça de Atena em liga de zinco.
O nome "Ala dos Cavalheiros", ou "Edifício dos Cavalheiros", é enganador, uma vez que sugere uma função puramente residencial. Com efeito, foi concebido desde o início como área residencial, de negócios e de celeiro. A entrada na parte oriental, conduzia, no rés-do-chão, a um alojamento do pessoal. Este era seguido por um estábulo com 24 boxes e, no terço ocidental, por uma cozinha. O piso superior tinha um apartamento na parte oriental, o Wohnung des Inspectors ("Apartamento dos Inspectores"), e no meio quartos de criados, áreas de serviço e celeiro. O lado ocidental tinha espaço para os escudeiros, cozinheiros e dois quartos de hóspedes. Duas salas, a partir das quais o telhado da pérgola podia ser utilizado como terraço, serviram como alojamento para os ajudantes pessoais do Príncipe Carlos, temporariamente o Conde de Moltke e o Príncipe de Hohenlohe-Ingelfingen. A partir de 1832, o quarto do ajudante passou a ter uma segunda escadaria, a qual entrava directamente na arquitectura da pérgola. Outras pequenas alterações foram feitas no interior, em 1872, pelo arquitecto de Potsdam Ernst Petzholtz, o qual substituiu os estábulos em madeira da época de Schinkel por outros em ferro fundido. O pavimento com tijolos vermelho-amarelados, provavelmente ainda da época do Conde Lindenau, recebeu uma nova camada de ladrilhos. 
Depois da morte do Príncipe Carlos, a Ala dos Cavalheiros foi negligenciada, como, aliás, todos os edifícios do parque. Ao longo das décadas fizeram-se reparações para fazê-la coincidir com o resto do palácio, tendo sido usada por várias instituições. A renovação de 1988-1989 contou com o revestimento em ferro fundido e o assoalho da década de 1950. Desde Março de 2006, os antigos estábulos são usados para eventos.

### Cocheira e Torre

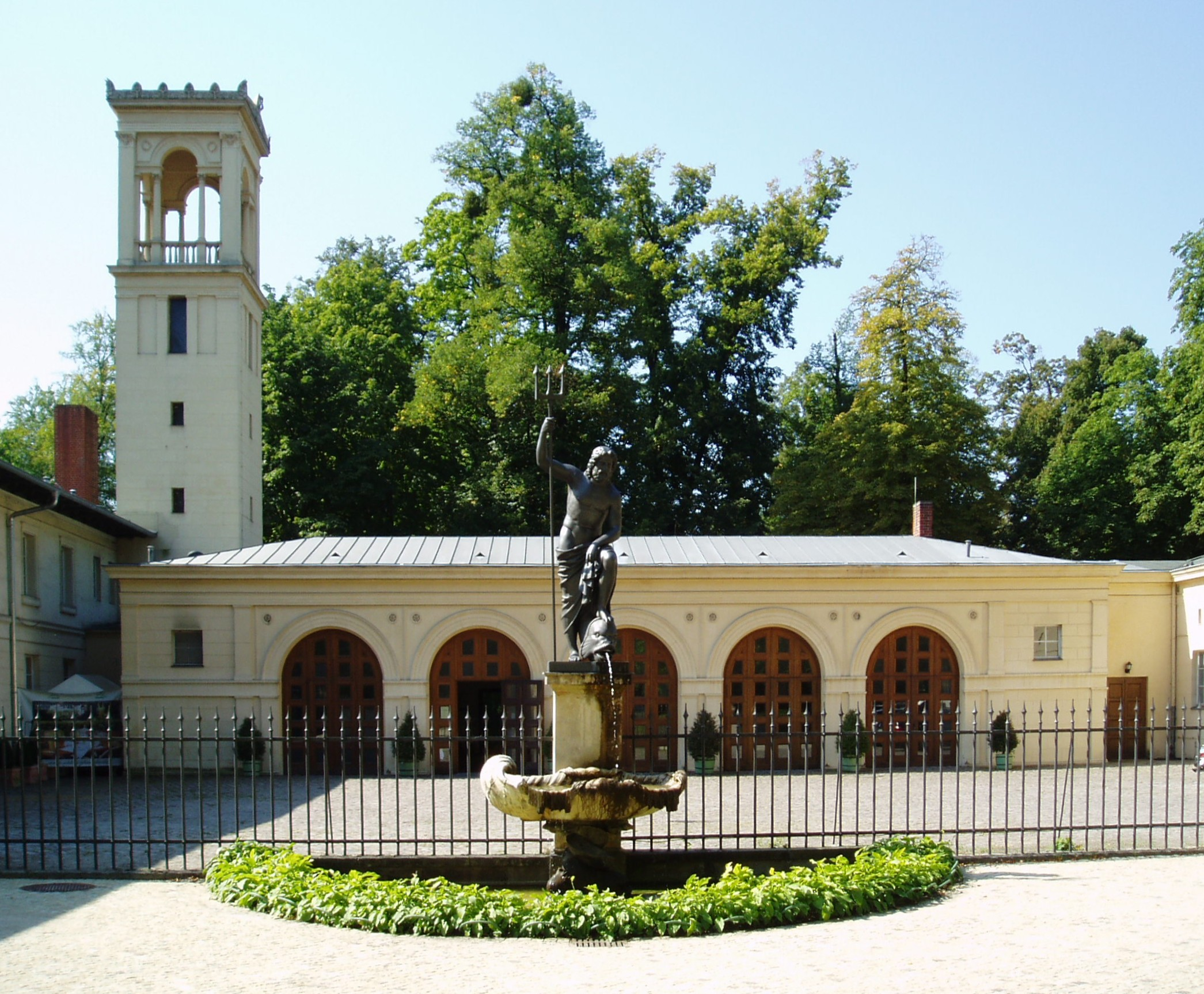
Cocheira e Torre

Os antigos planos para a cocheira, na época do Conde Lindenau, designavam-na como um edifício que se estendia para leste, devido à extensa renovação do edifício de serviço ou ao cancelamento da construção da Ala dos Cavalheiros. Tal como o substituto criado em 1828 por Ludwig Persius, Schinkel forneceu informações para elaborar uma nova cocheira e colocá-la para norte, perpendicular à parte ocidental do Edifício dos Cavalheiros. O salão destinado a receber as carruagens recebeu um telhado plano em folha de zinco. Na fachada oriental recebeu quatro arcadas, com portas de madeira a dar acesso à galeria, oferecidas pelo projecto de desenho espacial, de Persius, para doze carruagens. A norte da grande galeria ficavam duas salas anexas, usadas, respectivamente, como espaço para o feno (Torfgelaß) e armazém de madeira (Holzstall). Um forno aderia à parte exterior. Na parte sul ficava uma sala dos selins. A partir daqui, uma "passagem" conduz à Ala dos Cavalheiros. Schinkel deixou o pátio da cocheira cercado por um muro, a norte, e por uma grade, a leste. 

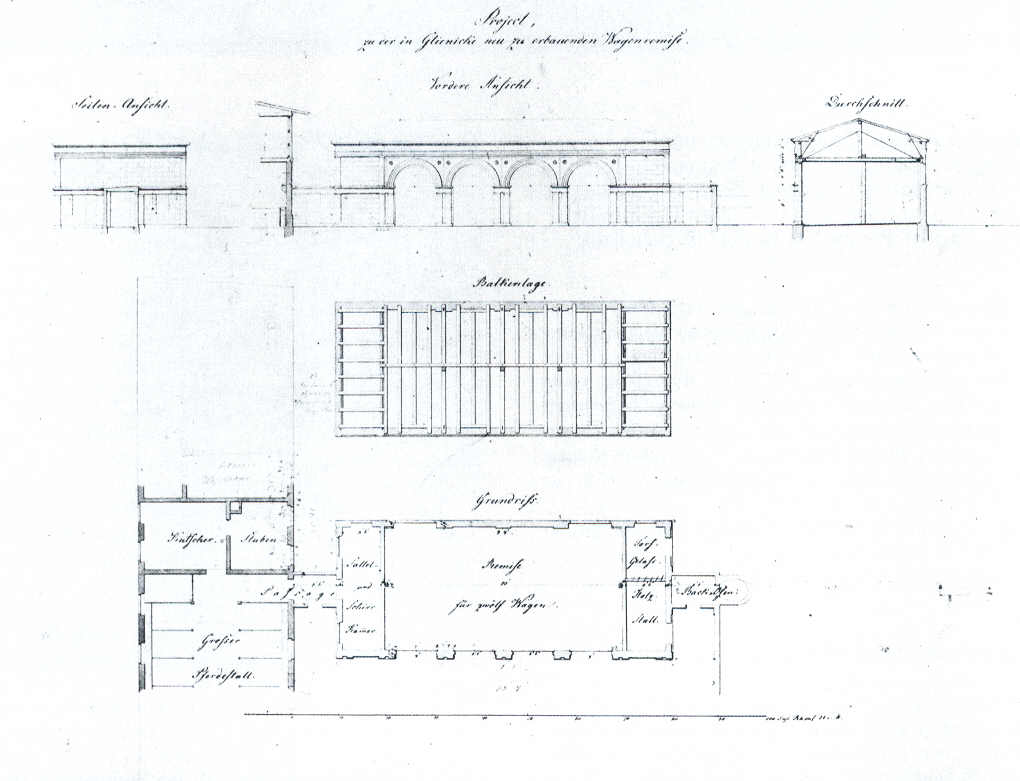
Esquema da cocheira. Desenho de 1828.

Uma figura de Neptuno, colocada no meio da grade, chegou ao pátio, no dia 23 de Junho de 1838, como um presente de Frederico Guilherme III para o seu filho. Trata-se duma segunda versão da figura de Neptuno, criada pelo aluno de Rauch Ernst Rietschel para uma fonte localizada em Nordhausen. A bacia de água sob a forma de concha foi construída, entre 1751-1752 e 1762, segundo um plano de Georg Wenzeslaus von Knobelsdorff, mas abandonada em 1797 na Colunata de Mármore do Parque de Sanssouci. O Príncipe Carlos deixou uma segunda concha, por baixo da pérgola a sul dos edifícios.
O conjunto de edifícios é fechado e realçado por uma estrutura vertical criada por Persius, de acordo com os detalhes dum plano de Schinkel para uma torre. Entre a cocheira e a Ala dos Cavalheiros foi construída, em 1832, uma torre de cinco andares, com estreitas janelas rectangulares e um belvedere no piso superior. O tecto plano, feito de zinco, é marginado por antefixos. Pode entrar-se na torre ou a partir duma entrada situada a norte, ou dum espaço de banhos existente na parte ocidental da Ala dos Cavalheiros. Mesmo durante a vida do Príncipe Carlos foram levadas a cabo grandes alterações. Em 1871-1872, Ernst Petzholtz aceitou um contrato para projectar e executar um piso superior na torre. A cocheira também foi aumentada, com um consequente prolongamento da arcada. A torre manteve as estreitas janelas, sendo aberto um outro belvedere com janelas serlianas no sexto andar. Este, recebeu novamente o telhado plano, ornamentado com antefixos em forma de folhas de palma inspirados no Acrotério. Depois de décadas de negligência, a deteriorada cocheira foi desactivada na década de 1950, sendo reconstruída apenas a cave. Foi também acrescentado um edifício perpendicularmente, o qual serve agora de parede norte ao pátio. Desde 1986, a cocheira é utilizada com fins gastronómicos.